# Crisis del euro

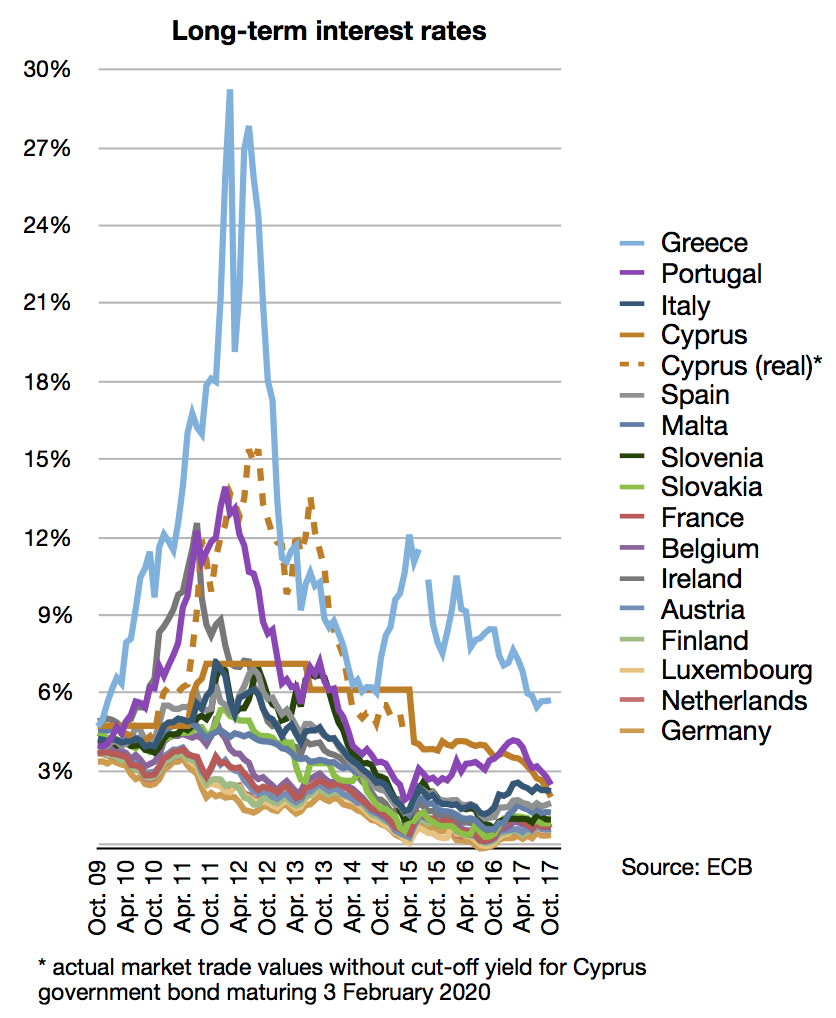
Tipos de interés a largo plazo (rendimiento en el mercado secundario de bonos soberanos con vencimientos cercanos a diez años) para todos los países de la eurozona excepto Estonia. Un rendimiento igual o superior al 6% indica que los mercados financieros tienen serias dudas sobre la solvencia de un país.

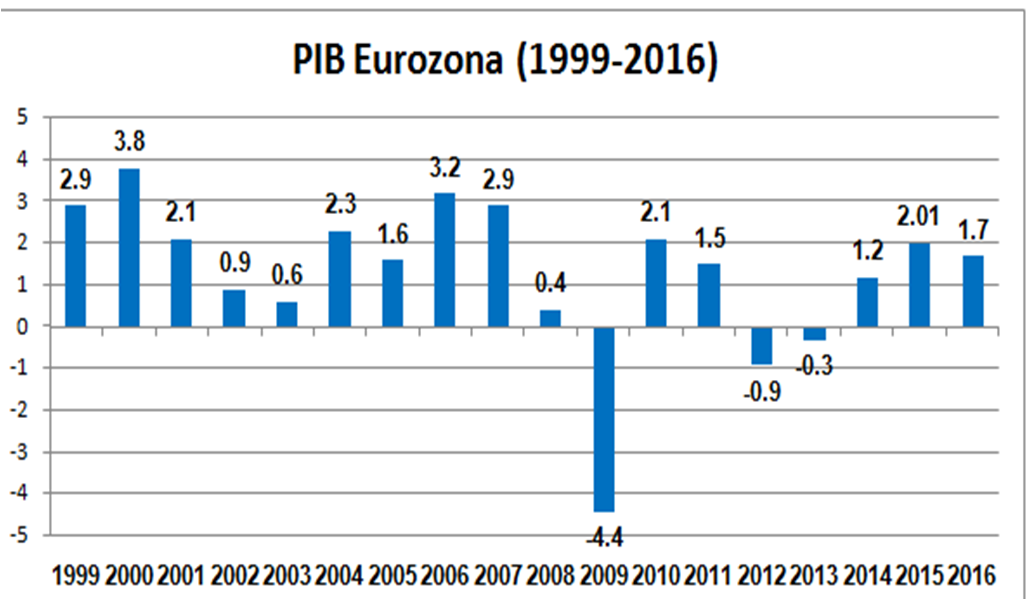
Crecimiento medio anual del PIB de la eurozona (1999-2016). En la gráfica se puede evidenciar la recuperación económica y la salida de la crisis.

La crisis del euro, crisis de la zona euro, o crisis de la deuda soberana europea, fue una crisis financiera que afectó a la Unión Europea, y más severamente a los Estados de la eurozona entre 2008 y 2016. La coyuntura tuvo aspectos de una crisis de la deuda soberana, del sistema bancario y del sistema económico de la Unión en general. El conjunto de circunstancias hizo difícil o imposible a algunos países en la eurozona refinanciar su deuda pública sin la asistencia de terceros.
Desde finales de 2007, el miedo a una crisis de deuda soberana comenzó a crecer entre los inversores como consecuencia del aumento de los niveles de deuda privada y pública en todo el mundo, al tiempo que se producía una ola de degradaciones en la calificación crediticia de la deuda gubernamental entre diferentes Estados europeos. Las causas de la crisis eran diferentes según el país. En algunos de ellos, la deuda privada surgida como consecuencia de una burbuja inmobiliaria fue transferida hacia la deuda soberana, y ello como consecuencia del rescate público de los bancos quebrados y de las medidas de respuesta de los gobiernos a la debilidad económica post burbuja. La estructura de la eurozona como una unión monetaria (esto es, una unión cambiaria) sin unión fiscal (esto es, sin reglas fiscales ni sobre las pensiones) contribuyó a la crisis y tuvo un fuerte impacto sobre la capacidad de los líderes europeos para reaccionar. Los bancos europeos tienen en su propiedad cantidades considerables de deuda soberana, de modo que aumentó la preocupación sobre la solvencia de los sistemas bancarios europeos o sobre la solvencia de la deuda soberana.
Las preocupaciones se intensificaron a principios de 2010 y posteriormente, conduciendo a los ministros de finanzas europeos el 9 de mayo de 2010 a aprobar un paquete de rescate de 750 000 millones de euros dirigido a asegurar la estabilidad financiera en Europa mediante la creación de un Fondo Europeo de Estabilidad Financiera (FEEF). En octubre de 2011 y febrero de 2012, los líderes de la eurozona acordaron más medidas diseñadas para prevenir el colapso de la economía de sus miembros. Estas incluyeron un acuerdo por el que los bancos aceptaban una quita del 53.5 % de la deuda griega debida a acreedores privados, el aumento del FEEF hasta un importe superior a mil millones de euros, y el requerimiento a los bancos europeos de alcanzar un 9 % de capitalización. Para restaurar la confianza en Europa, los líderes de la UE también acordaron crear un Pacto Fiscal Europeo incluyendo el compromiso de cada país participante en introducir una regla de oro presupuestaria en sus constituciones. Los políticos europeos también propusieron una mayor integración en la gestión bancaria europea desarrollando un seguro de depósitos, una supervisión bancaria y medidas de recapitalización a escala continental. El Banco Central Europeo ha tomó medidas para mantener los flujos de dinero entre bancos europeos bajando los tipos de interés y proveyendo a los bancos más débiles con préstamos baratos por un importe de hasta mil millones de euros.
Aunque la deuda soberana aumentó sustancialmente solo en algunos países europeos, se instaló la percepción de que el problema era compartido por la zona en su conjunto, lo que condujo a la especulación constante sobre la posibilidad de que la eurozona se quebrara. No obstante, hacia mediados de noviembre de 2011, el euro se intercambiaba por un precio incluso superior al del bloque de principales socios comerciales de la UE que antes de la crisis, antes de perder algo de terreno como durante los meses siguientes. Los tres países más afectados, Grecia, Irlanda y Portugal (los tres primeros en requerir un rescate), colectivamente sumaban el 6 % del producto interior bruto (PIB) de la eurozona. En junio de 2012, también España se convirtió en objeto de preocupación, cuando el aumento de los tipos de interés comenzó a afectar su capacidad de acceder a los mercados de capitales, conduciendo a un rescate de sus bancos y a otras medidas.

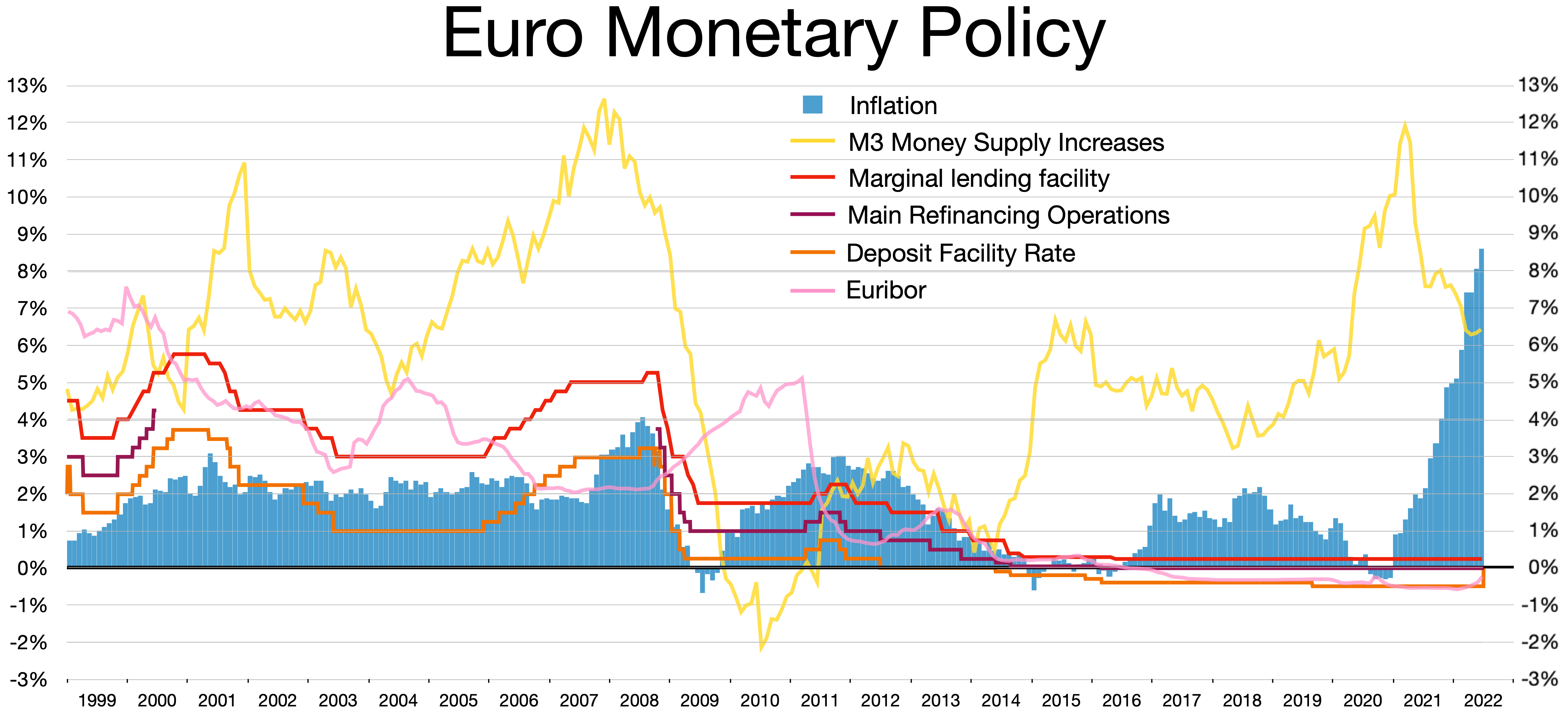
Política monetaria del euro dirigida por el BCE, entre 1999 y 2022 (en inglés)
Inflación Euro Zona año/año
Incremento de la oferta monetaria M3
Facilidad de préstamo marginal
Principales Operaciones de Refinanciación
Tasa de la facilidad de depósito
Euribor

Para responder a los problemas de fondo y a los desequilibrios económicos la mayor parte de los países de la UE acordaron adoptar el Pacto del Euro, consistente en una serie de reformas políticas dirigidas a mejorar la solidez fiscal y la competitividad de sus miembros. Este ha forzado a los países más pequeños a llevar a cabo más medidas de austeridad para reducir los déficit y los niveles de deuda nacionales. Este tipo de políticas no keynesianas fueron criticadas por numerosos economistas, los cuales demandaron una nueva estrategia de crecimiento basada en el aumento de la inversión pública, financiada por tasas que permitieran el crecimiento sobre la propiedad, la tierra y las instituciones financieras, en particular una nueva tasa sobre las transacciones financieras europea. Los líderes de la UE acordaron aumentar moderadamente los fondos del Banco Europeo de Inversiones para lanzar proyectos de infraestructura e incrementar los préstamos al sector privado. Además, se solicitó a las economías más débiles de la UE que restauraran la competitividad mediante la devaluación interna, esto es, reduciendo sus costes de producción.
La crisis tuvo un considerable impacto en la política de la UE, provocando cambios políticos en 8 países de los 17 que entonces formaban la eurozona, conduciendo a cambios de gobierno en Grecia, Irlanda, España, Eslovenia, Eslovaquia y los Países Bajos. También se convirtió en una crisis social temporal en varios de los países miembros de la eurozona con niveles relativamente altos causados por la crisis económica.

## Causas

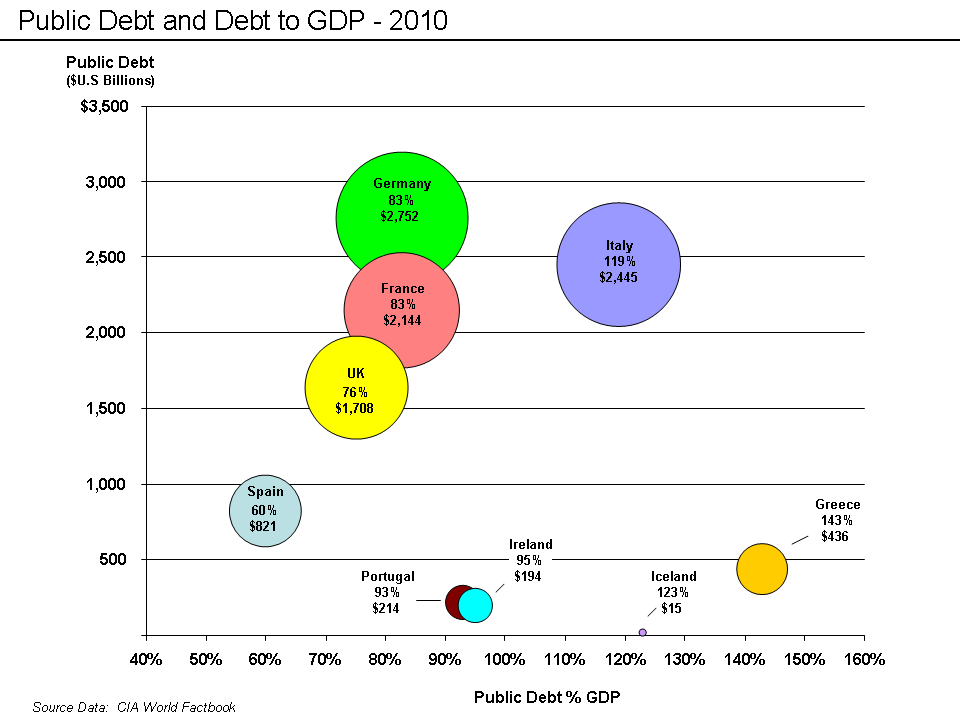
Deuda pública en dólares y PIB en % (2010) para algunos países europeos.

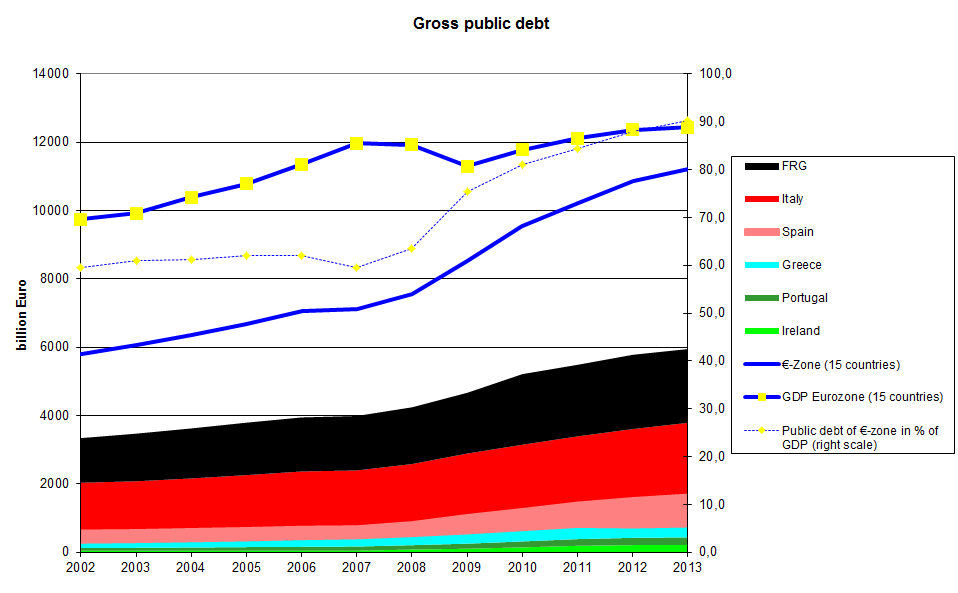
Deuda pública de la eurozona, Alemania y países en crisis en relación con el GDP de la eurozona.

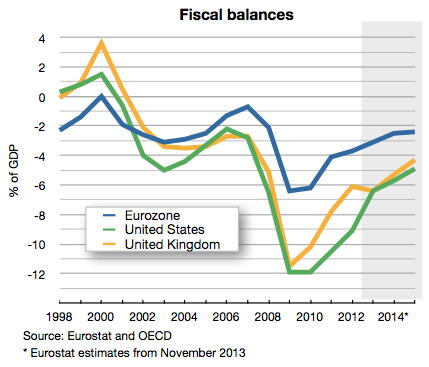
Déficit público de la eurozona comparado con EE. UU. y Reino Unido.

La crisis del euro surge como consecuencia de una combinación de factores complejos. Entre ellos están la globalización de las finanzas, las fáciles condiciones para acceder al crédito entre 2002 y 2008 que incentivaron prácticas de préstamo de alto riesgo, la Gran Recesión, los desequilibrios en el comercio internacional, la existencia de diferentes burbujas en el sector inmobiliario que durante la crisis fueron pinchadas, la recesión global de 2008–2012, la política fiscal elegida en relación con los ingresos y gastos gubernamentales, y el acercamiento dado a la gestión del rescate de entidades bancarias y tenedores privados de obligaciones por los gestores públicos, asumiendo las deudas privadas y socializando las pérdidas.
Una explicación de las causas de la crisis comienza con el significativo aumento del ahorro disponible durante el período que va desde el año 2000 hasta 2008, cuando el importe de todos los activos en circulación en el mundo aumentaron desde alrededor de 36 billones de dólares hasta 70 billones en 2007. Esta "Gigantesca Reserva de Dinero" (en inglés, "Giant Pool of Money"), aumentó gracias a la entrada en los mercados de capitales globales de naciones en desarrollo de alto crecimiento. Diferentes inversores a la búsqueda de mayores rendimientos que los ofrecidos por los bonos del Tesoro de Estados Unidos buscaban alternativas globalmente.
La tentación ofrecida por tal cantidad de ahorro rápidamente disponible superó los mecanismos de control regulatorios y políticos país tras país, a medida que los prestamistas y prestatarios hacían uso de esos fondos, generando así una burbuja económica tras otra en todo el mundo. A medida que estas burbujas fueron pinchando, haciendo que el precio de los activos (como por ejemplo propiedades inmobiliarias) fue cayendo, las deudas debidas a los inversores globales que habían financiado esas burbujas mantuvieron sus precios máximos, generando entonces cuestiones acerca de la solvencia de los gobiernos y de sus sistemas bancarios.
La manera en cada país europeo participó en esta crisis tomando dinero prestado e invirtiéndolo varía. Por ejemplo, los bancos de Irlanda prestaron dinero a promotores inmobiliarios, generando una burbuja inmobiliaria gigantesca. Cuando la burbuja pinchó, el Gobierno de Irlanda y sus contribuyentes asumieron las deudas privadas. En Grecia, el Gobierno aumentó su compromiso con sus funcionarios en la forma de generosos beneficios salariales y de jubilación, doblándose los primeros en términos reales en el plazo de diez años. El sistema bancario de Islandia creció de modo gigantesco, generando deudas con inversores globales por importe de varias veces su PIB.
La interconectividad del sistema financiero global hace que si un país quiebra en su deuda soberana o entra en recesión poniendo parte de la deuda privada externa en riesgo, el sistema bancario de los países acreedores se enfrenta a pérdidas. Por ejemplo, en octubre de 2011, los prestamistas italianos debían a bancos franceses 366.000 millones netos de dólares. Si Italia fuera incapaz de financiarse, el sistema financiero de Francia y su economía se verían sometidos a una intensa presión, lo que a la vez afectaría a los acreedores de Francia, y así consecutivamente. A este fenómeno se le conoce como contagio financiero. Otro factor que ha contribuido a la interconexión es el concepto de protección de la deuda. Las instituciones firmaron contratos llamados permutas de incumplimiento crediticio (en inglés, Credit Default Swap, de ahí su popular acrónimo CDS) que obligan al pago en caso de que un determinado instrumento de deuda entre en quiebra, incluidos los bonos emitidos por los gobiernos. Pero, desde el momento que varios CDS pueden adquirirse sobre el mismo activo, no está clara la exposición que cada sistema bancario nacional tiene actualmente a los CDS.
Grecia escondió su creciente deuda y engañó a los funcionarios de la UE gracias a la ayuda de derivados financieros diseñados por los principales bancos de inversión.
Aunque algunas instituciones financieras claramente se beneficiaron de la creciente deuda griega en el corto plazo, esto dio comienzo a una crisis económica de largo recorrido.

### Aumento de los niveles de endeudamiento de los hogares y gobiernos
En 1992, los miembros de la Unión Europea firmaron el Tratado de Maastricht, bajo el cual se comprometieron a limitar su déficit público y sus niveles de deuda. No obstante, un número de países miembros de la UE, entre los que están Grecia e Italia, fueron capaces de soslayar estas reglas y de enmascarar sus niveles de déficit y deuda gracias a la utilización de complejos instrumentos financieros, en particular derivados de crédito y de divisa. Estas estructuras fueron diseñadas por importantes bancos de inversión estadounidenses, quienes recibieron importantes comisiones por sus servicios y quienes se hicieron cargo de cantidades muy reducidas de riesgo de crédito ellas mismas gracias a la protección legal especial que las contrapartes de los derivados les ofrecían.
En cualquier caso, los elevados niveles de deuda pública no pueden explicar por sí solos la crisis. Según The Economist Intelligence Unit, la posición del área euro no parecía "peor en varios aspectos, sino más bien mejor, que la de Estados Unidos o el Reino Unido". El déficit fiscal del área como un todo es mucho menor y el ratio de deuda pública sobre el PIB era en 2010 del 86%, aproximadamente el mismo nivel que Estados Unidos. Además, el endeudamiento privado en la eurozona era significativamente menor que el de las altamente endeudadas economías anglosajonas.

### Desequilibrios en el comercio internacional
Algunos analistas como Martin Wolf han afirmado que la causa raíz de la crisis hay que buscarla en los desequilibrios en la balanza de pagos. Paul Krugman escribió en 2009 que un déficit comercial, por definición, requiere una entrada de capital equivalente para financiarlo, lo que puede empujar hacia bajo los tipos de interés estimulando la creación de burbujas: "durante un tiempo, la avalancha de capital creó la ilusión de riqueza en esos países, de la misma forma que lo hizo para los propietarios de viviendas en Estados Unidos: los precios de los activos subían, las divisas eran fuertes, y todo parecía correcto. Pero las burbujas siempre se pinchan antes o después, y el milagro económico de ayer se ha convertido en el caso desesperado de hoy, naciones cuyos activos se han evaporado pero cuyas deudas se mantienen de modo muy real".
Un déficit comercial también se puede ver afectado por cambios en los costes laborales relativos, que hicieron a las naciones del sur menos competitivas e incrementaron sus desequilibrios. Desde 2001, los costes laborales unitarios de Italia crecieron el 32% en comparación con Alemania. Los costes laborales unitarios de Grecia crecieron mucho más rápido que en Alemania durante la década pasada. La mayor parte de países de la UE tuvieron aumentos de los costes laborales mayores que Alemania. Los países que permitieron que sus "salarios crecieran más rápido que la productividad" perdieron competitividad. Los costes laborales controlados de Alemania, aunque sean una cuestión debatible en relación con los desequilibrios comerciales, son un importante factor en relación con su baja tasa de desempleo.

### Problema estructural del sistema de la eurozona
Existe una contradicción estructural en el sistema del euro: hay una unión monetaria (una divisa común) sin unión fiscal (esto es, sin impuestos, pensiones y funciones del Tesoro comunes. En el sistema de la eurozona, se requiere a los países miembros que sigan un patrón fiscal similar, pero no disponen de un Tesoro común para hacerlo valer. Esto es, países con el mismo sistema monetario tienen libertad en cuanto a sus políticas fiscales en materia de imposición y gasto. Así que incluso aunque existan algunos puntos de acuerdo sobre la política monetaria a través del Banco Central Europeo, los países pueden no ser capaces o simplemente pueden elegir no seguirla. Esta característica ha provocado un cierto comportamiento de free riding de las economías periféricas, especialmente representadas en este sentido por el caso de Grecia, dado que es difícil controlar y regular las instituciones financieras nacionales. Además, existe también el problema de que el sistema de la zona euro tiene una estructura compleja para responder y actuar con rapidez. Con 19 naciones como miembros, requiere unanimidad para la toma de decisiones. Esto puede conducir al fracaso en la prevención del contagio a otras áreas, al ser difícil para la zona euro responder rápidamente ante un problema financiero de envergadura.
Adicionalmente, no existe una "unión bancaria", lo que significa que no existe a nivel europeo una supervisión bancaria ni vías de recapitalización o resolución de bancos fallidos.

### Inflexibilidad de la política monetaria
Dado que la pertenencia a la eurozona implica una política monetaria común, los Estados miembros individuales no pueden actuar de modo independiente, lo que les impide imprimir dinero para pagar a sus acreedores y relajar el riesgo de impago. Al "imprimir dinero", la divisa de un país se devalúa en comparación con sus socios comerciales de la eurozona, haciendo sus exportaciones más baratas, lo que conduce normalmente a una mejora de la balanza comercial, un aumento del PIB y mayores ingresos por impuestos en términos nominales. No obstante, los países afectados por la crisis en Europa no han tenido este tipo de herramientas de política económica a su disposición, siendo criticada la actitud del Banco Central Europeo, único detentador de la política monetaria en la eurozona, por su excesiva ortodoxia.[cita requerida]

### Falta de unificación fiscal y movilidad laboral
En su artículo clásico sobre áreas monetarias óptimas, Robert Mundell (1961) señalaba la importancia de la movilidad laboral, para corregir los desequilibrios dentro de un área moneterias como el euro. Sin embargo, los países del euro distan mucho de tener buena movilidad laboral, debido a la existencia de estados nacionales, fronteras lingüísticas y culturales que alejan mucho a dicha área de las condiciones mencionadas por Mundell.
Otro trabajo influyente, un poco posterior al de Mundell, es el de P. Kenen que enfatiza la importancia de la unión fiscal. Paul Krugman señala los paralelos de las crisis inmobiliarias de Irlanda y el estado de Nevada. En el primer caso Irlanda hubo de rescatar a los bancos por sí misma y aplicar recortes en el gasto social, mientras que Nevada pudo aplicar medidas menos traumáticas por formar una unidad fiscal con el resto de Estados Unidos.

### Pérdida de confianza

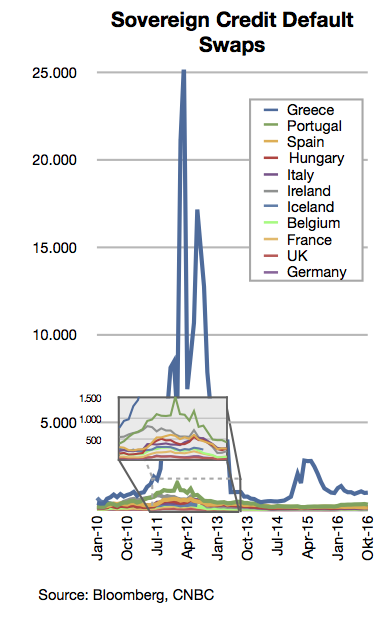
Precios de CDS soberano de varios países europeos (2010-2011). El eje izquierdo está en puntos básicos: un nivel de 1000 significa que cuesta 1 millón de dólares proteger 10 millones de dólares de deuda durante 5 años.

Antes del desarrollo de la crisis, se asumía tanto por los reguladores como por los bancos que la deuda soberana de la zona euro era segura. Los bancos mantenían importantes carteras de bonos de países débiles como Grecia, que ofrecían una pequeña prima y parecían igualmente equilibrados a los más saneados. A medida que la crisis se desarrolló, se volvió obvio que los bonos de Grecia, y posiblemente los de otros países, ofrecían sustancialmente más riesgo. A la falta de información sobre el riesgo de la deuda soberana europea contribuyó el conflicto de interés entre diferentes bancos que estaban ganando importantes sumas al emitir los bonos. La pérdida de confianza se vio reflejada en el aumento de los precios de los CDS soberanos, indicativo de las expectativas del mercado sobre la capacidad de crédito de los países (véase el gráfico adjunto).
Además de lo anterior, durante el desarrollo de la crisis en Europa, las dudas fueron extendiéndose entre los inversores sobre las posibilidades y la capacidad de la clase política de la zona euro para contener efectiva y rápidamente la crisis. Desde el momento que los países que utilizan el Euro como su divisa tienen menos posibilidades de política económica, dado que no pueden imprimir moneda en su propia divisa para pagar a los tenedores de deuda, algunas soluciones requieren de la cooperación multinacional. Además, el Banco Central Europeo tiene como mandato exclusivamente el control de la inflación, mandato que no hace referencia al empleo, a diferencia del mandato dual de la Reserva Federal.
De acuerdo a The Economist, la crisis era “tan política como económica” y el resultado del hecho de que la eurozona no está acompañada por toda la arquitectura institucional (y bonos mutualizados de solidaridad) de un estado. La retirada masiva de fondos de los bancos han tenido lugar en los países más débiles de la eurozona, como Grecia y España. Los depósitos bancarios de la eurozona están asegurados, pero por agencias de cada gobierno miembro. Si un banco quiebra, es poco probable que el gobierno sea capaz de cubrir completa y rápidamente todos sus compromisos, al menos no en euros, por lo que existe la posibilidad de que tuviera que abandonar el euro y volver a una divisa nacional. De este modo, los depósitos en euros están mejor asegurados en los bancos holandeses, alemanes o austríacos que en los bancos griegos o españoles.
La visión de las agencias de crédito
S&P situó su calificación de la deuda soberana a largo plazo de 15 miembros de la Unión Económica y Monetaria (UEM o eurozona) el 5 de diciembre de 2011 en "CreditWatch" (en castellano, "Observación de Crédito") con implicaciones negativas. S&P escribió que llevaba a cabo esta calificación como consecuencia de las "tensiones sistémicas derivadas de cinco factores interrelacionados: 1) el estrechamiento de las condiciones de crédito a través de la zona euro; 2) primas de riesgo marcadamente más altas en un número creciente de bonos soberanos de la eurozona entre los que se incluían varios calificados en el momento como 'AAA'; 3) la continuación de los desacuerdos entre la clase política europea sobre la forma de atajar de modo inmediato la crisis de confianza del mercado y, en el largo plazo, sobre cómo lograr una mayor convergencia económica, financiera y fiscal entre los miembros de la zona euro; y 5) el riesgo creciente de recesión económica en la eurozona como un todo para 2012. Actualmente, se espera que la producción caiga el año próximo en países como España, Portugal y Grecia, pero en el momento se asigna una probabilidad del 40% a la posibilidad de una caída del producto de todo el conjunto de la eurozona."

## Evolución de la crisis

### Grecia
La crisis se inició cuando el Partido Socialista ganó las elecciones parlamentarias de Grecia de 2009 y Yorgos Papandréu llegó al poder. Más tarde, anunció que la situación económica del país era catastrófica y que el déficit presupuestario para aquel año sería muy superior a lo que había anunciado el gobierno precedente. También reveló que se había disimulado el verdadero tamaño de sus deudas ante la Comisión Europea desde hacía una década. A finales de ese año, los temores de impago de la deuda soberana se esparcieron entre los inversores que veían difícil la capacidad de que el Gobierno griego cumpliera con sus obligaciones de deuda. El 8 de diciembre de 2009, la Bolsa de Atenas se desploma un 6 % y la prima de riesgo sobre los bonos a diez años emitidos por Grecia aumenta su diferencial con el bono alemán de referencia. En enero de 2010, un informe de la Comisión acusa a Grecia de «irregularidades sistemáticas» en el envío de datos fiscales al Ejecutivo comunitario. El gobierno de Papandréu presenta un programa de austeridad para reducir el déficit público, pero la Comisión le recomienda recortar los salarios. En marzo, el Gobierno griego aprueba nuevas medidas para ahorrar 4800 millones de euros, mediante recortes en el gasto público y aumento de impuestos. Entonces, los jefes de Estado y de Gobierno de la eurozona, reunidos en el Eurogrupo, acuerdan el mecanismo para proceder, si fuera necesario, al rescate de Grecia. En abril, sumándose a las noticias adversas sobre el déficit y deuda registrados durante 2008 y 2009, los datos de las cuentas nacionales revelaron que la economía griega también había sido sacudida por tres recesiones distintas entre 2007 y 2009. Las agencias de calificación crediticia respondieron rebajando la deuda del Gobierno griego a la calificación de «bono basura» y el rendimiento del bono del Gobierno respondió con un aumento a áreas insostenibles, haciendo inaccesible al mercado de préstamos de capital privado como una fuente de financiamiento para Grecia.
Generalmente, cuando un país tiene problemas económicos internos, suele llevar a cabo una devaluación de la moneda, pero en el caso de Grecia esto no era posible, pues pertenecía a la eurozona. Volver al dracma permitiría a Atenas hacer devaluaciones competitivas para impulsar sus exportaciones pero el golpe a la credibilidad del área de la moneda única podría haber desintegrado el euro. En consecuencia, el 2 de mayo de 2010, el Banco Central Europeo (BCE), la Comisión Europea y el FMI, más tarde apodados como la Troika, respondieron a la crisis con el lanzamiento de un préstamo de rescate. De esta forma, frente a la inminente quiebra de Grecia, se acordó dos medidas importantes; un plan de apoyo a Grecia consistiendo de préstamos bilaterales de los países de la eurozona por valor de 80 000 millones de euros y otros 30 000 millones de préstamos del FMI. Hasta finales de 2011 se había pagado 73 000 millones de euros bajo este concepto, la puesta en marcha del Mecanismo Europeo de Estabilidad con una capacidad de 750 000 millones de euros (60 000 millones del Mecanismo Europeo de Estabilidad Financiera de la Comisión, 440 000 millones de garantías de los Estados miembros y 250 000 millones aportado por el FMI). Además, el “plan de rescate” estipulaba que en 2012 Grecia debía captar en los mercados la mitad de los recursos que necesitaba y el 100 % para 2013, pero la Comisión asumió que Grecia no estaría en condiciones de captar recursos en los mercados internacionales a inicios de 2012 y que por tanto habrá que llevar a cabo un segundo plan de austeridad.
La Troika ofreció a Grecia un segundo préstamo de rescate por valor de 130.000 millones de euros en octubre de 2011, siendo su activación estrictamente condicional a la implementación de más medidas de austeridad y a un acuerdo de reestructuración de su deuda. Sorprendentemente, el primer ministro griego Yorgos Papandréu respondió a este anuncio, inicialmente, anunciando en noviembre de 2011 un referéndum sobre el nuevo plan de rescate, pero tuvo que echarse atrás ante la intensa presión del resto de Estados de la UE, quienes le amenazaron con no entregar un pago pendiente de 6.000 millones de euros que Grecia necesitaba hacia mediados de diciembre. El 10 de noviembre de 2011, Papandréu optó a cambio por dimitir tras un acuerdo con los partidos Nueva Democracia (Grecia) y Concentración Popular Ortodoxa mediante el cual se nombraba al tecnócrata Lukás Papadimos como nuevo primer ministro de un Gobierno de unidad nacional interino, responsable de implementar las medidas de austeridad necesarias para abrir paso al segundo rescate.
Tras una breve crisis interna, que llevó al Corralito en Grecia de 2015, el 11 de agosto de 2015 en Atenas, el Gobierno griego y las instituciones acreedoras (FMI, Comisión Europea, BCE) alcanzaron un acuerdo sobre un tercer rescate al país y el paquete de acciones que Grecia deberá cumplir a cambio de recibir el primer desembolso, que fueron aprobados tres días después en el Parlamento Helénico. El 14 de agosto, en una reunión del Eurogrupo fue autorizado el tercer rescate de Grecia, lo que supone un nuevo programa de asistencia financiera de hasta 86 000 millones de euros y tres años de duración, para evitar la salida de Grecia de la eurozona.

### Irlanda
La crisis de deuda soberana irlandesa no fue causada por un exceso de gasto de su Gobierno, sino que fue consecuencia de la garantía otorgada por el Gobierno de Irlanda sobre los pasivos de los seis principales bancos irlandeses, los cuales habían financiado una burbuja inmobiliaria. El 29 de septiembre de 2008, el ministro de Finanzas Brian Lenihan, Jnr emitió una garantía de un año que afectaba a todos los depositantes y tenedores de bonos de los bancos irlandeses. Esta fue renovada en septiembre de 2009, poco después del lanzamiento de la Agencia Nacional de Gestión de Activos (NAMA, en inglés), un organismo diseñado para retirar los créditos "malos" de estos seis bancos.
Las pérdidas estimadas de los bancos irlandeses ascendían a 100.000 millones de euros, de los cuales la mayor parte estaba relacionado con créditos inmobiliarios fallidos concedidos a promotores inmobiliarios y propietarios de viviendas durante la burbuja inmobiliaria, la cual explotó en torno a 2007. Irlanda podría haber garantizado los depósitos de los bancos y haber dejado que fueran los tenedores privados de bonos que habían invertido en los bancos quienes hicieran frente a las pérdidas, pero en vez de eso pidió prestado dinero al BCE para pagar a esos tenedores de bonos, desplazando las pérdidas y la deuda hacia los contribuyentes. La agencia NAMA adquirió más de 80.000 millones de euros de créditos malos de los bancos como mecanismo de transferencia. La economía colapsó durante 2008. El desempleo creció desde el 4% en 2006 hasta el 14% en 2010, al tiempo que el presupuesto público pasaba del superávit en 2007 hasta un déficit del 32% del PIB en 2010, el mayor en la historia de la zona euro, y ello a pesar de las medidas de austeridad draconianas adoptadas.
En abril de 2010, tras el aumento en los mercados del rendimiento ofrecido por los bonos irlandeses a 2 años, la agencia irlandesa de deuda NTMA emitió un comunicado en el que decía que no tendría "más obligaciones de refinanciación importantes" en 2010. Sus necesidades de 20.000 millones de euros en 2010 serían compensadas por un balance de caja de 23.000 millones de euros, y señaló: "estamos muy cómodos dadas las circunstancias". El 18 de mayo la NTMA probó el mercado vendiendo 1.500 millones de euros que fue suscrita triplemente.
En septiembre de 2010, los bancos no fueron capaces de levantar financiación y la garantía bancaria fue renovada por tercer año. Este hecho tuvo un impacto negativo sobre los bonos públicos irlandeses, creciendo la ayuda pública a los bancos hasta el 32% del PIB, lo que obligó al Gobierno a pedir ayuda a la UE. El 21 de noviembre se anunció un paquete de financiación de 85.000 millones de euros respaldado por la UE, el FMI y tres países (Reino Unido, Dinamarca y Suecia). La eurozona a través del MEEF y del FEEF puso a disposición de Irlanda 40.200 millones de euros mientras el Reino Unido, Dinamarca y Suecia contribuyeron con 4.800 millones. Junto a 17.99 millones de euros adicionales aportados por las propias reservas y pensiones irlandesas, el Gobierno recibió 85.000 millones de euros, de los cuales 34.000 millones fueron utilizados para apoyar al sector financiero del país. A cambio, el Gobierno de Irlanda se comprometió a reducir su déficit presupuestario por debajo del 3% para 2015. En febrero de 2011, el Gobierno perdió las elecciones generales de Irlanda de 2011. En abril de 2011, a pesar de las medidas llevadas a cabo, la agencia de calificación Moody's rebajó el rating de la deuda de los bancos irlandeses a la categoría de bono basura.
El 31 de mayo de 2012 los irlandeses aprobaron en referéndum (un 60% a favor y un 40% en contra) el Tratado Europeo de Estabilidad que los compromete a limitar su déficit público. El primer ministro Enda Kenny que preside un gobierno de coalición de su partido el Fine Gael con los laboristas, interpretó el resultado como un respaldo a su política de austeridad. Para los favorables al tratado, el voto abre las puertas a la financiación de Irlanda con fondos europeos más allá de 2013, cuando se haya acabado el plan de rescate pactado en noviembre de 2010. El tratado entrará en vigor cuando lo hayan ratificado 12 de los 17 países miembros del euro.
En diciembre de 2013 Irlanda puso fin al rescate europeo sin solicitar un colchón financiero al que poder recurrir en caso de surgir nuevos problemas en los mercados. En un informe de seguimiento de mayo de 2014, elaborado por el Fondo Monetario Internacional (FMI) y coordinado con la Comisión Europea, se constataba el inicio de la recuperación irlandesa y la buena acogida de sus títulos de deuda, llegando a cotizar incluso por debajo de los del Reino Unido, algo insólito en los últimos cinco años.

### Portugal
Un informe publicado en enero de 2011 por el Diario de Notícias y publicado en Portugal por Gradiva, demostraba que en el período entre la Revolución de los Claveles en 1974 y 2010, el Gobierno de Portugal había promovido el sobregasto y las burbujas de inversión a través de alianzas público-privadas poco transparentes y mediante la financiación de numerosas consultorías externas ineficientes e innecesarias. Esto provocó considerables sobre precios en obras públicas gestionadas por el Estado y al mismo tiempo infló los sueldos y "bonus" de los ejecutivos y máximos responsables. Las políticas de contratación provocaron el aumento hasta niveles excesivos en el número de funcionarios públicos. Tanto los créditos de riesgo como la deuda pública y los Fondos de Cohesión europeos fueron mal gestionados durante cerca de cuatro décadas. El Gabinete del Primer Ministro José Sócrates no fue capaz de prever esto en 2005, y posteriormente se mostró incapaz de tomar medidas que aliviaran la situación cuando el país se vio abocado hacia la senda de la bancarrota en 2011.
El 16 de mayo de 2011, los líderes de la eurozona aprobaron oficialmente un paquete de rescate de 78.000 millones de euros para Portugal. El préstamo de rescate será distribuido entre el Mecanismo Europeo de Estabilidad Financiera, el Fondo Europeo de Estabilidad Financiera y el Fondo Monetario Internacional.
De acuerdo al Ministro de Finanzas portugués, el tipo medio de interés del préstamo de rescate se esperaba que fuera de un 5'1%. Como parte del rescate, Portugal se comprometió a eliminar su acción de oro en Portugal Telecom para permitir su privatización. Portugal se convirtió en el tercer país de la eurozona, tras Irlanda y Grecia, en recibir un rescate financiero.
El 6 de julio de 2011, se confirmó que la agencia de calificación Moody's había llevado el rating de Portugal hasta el nivel de bono basura, apareciendo informaciones adicionales de Moody's que apuntaban a que quizá Portugal pudiera seguir a Grecia en la necesidad de un segundo rescate.
En diciembre de 2011, se informó que el déficit presupuestario estimado de Portugal en 2011 del 4,5% sería significativamente menor de lo esperado, gracias a transferencias realizadas a partir de fondos de pensiones. Ello hacía que el país estuviera en situación de alcanzar su objetivo para 2012 antes de lo esperado. A pesar del hecho de que se esperaba que la economía se contrajera un 3% en 2011, el FMI esperaba que el país fuera capaz de volver a los mercados de deuda soberana a medio y largo plazo hacia finales de 2013.
El 4 de junio de 2012 los técnicos de la troika europea (BCE, FMI y UE) dieron por buenas las cuentas del país y ordenaron el desembolso de 4.100 millones de euros, es decir, del quinto tramo del "rescate" acordado en mayo de 2011 para salvar a Portugal de la bancarrota y que sumaba un total de 78.000 millones de euros. De esta forma el Gobierno del conservador Pedro Passos Coelho alcanzaba uno de sus objetivos primordiales: desgajar como fuera el destino político de su país del de Grecia y demostrar que eran dos casos completamente diferentes (después de cuatro exámenes aprobados parecía haberlo conseguido). 
En mayo de 2014, Bruselas dio luz verde al desembolso del último tramo de la ayuda a Portugal, 2.600 millones de euros que completaban los 78.000 millones acordados.

### España

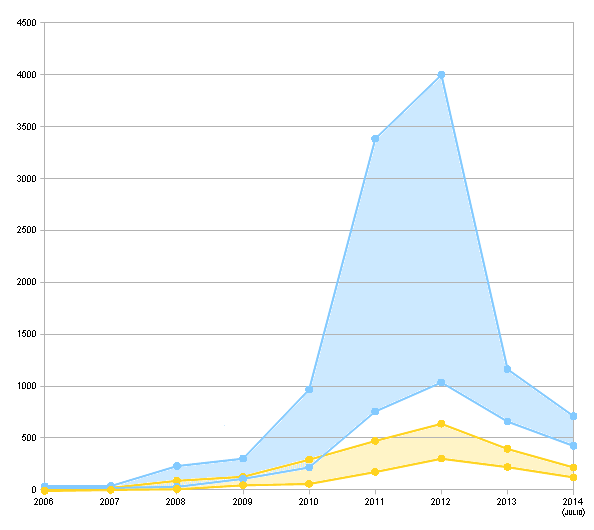
Evolución comparativa entre la prima de riesgo griega (en azul) y la española (en naranja) entre 2006 y 2014.

#### Antecedentes
Al inicio de la crisis, España tenía un nivel de deuda pública bajo en comparación con otras economías avanzadas. Representaba el 53% del PIB en 2010, 20 puntos menos que Alemania, Francia o Estados Unidos, y 60 puntos inferior a Italia, Irlanda o Grecia, afirmándose que el país no se enfrenta a riesgo de default. Como en Italia, la mayor parte de la deuda de España es controlada internamente, encontrándose ambos países en mejor posición fiscal que Grecia o Portugal, lo que hace que el riesgo de rescate sea muy improbable siempre que la situación no se vuelva mucho más severa.
Cuando surgieron rumores sobre la posibilidad de que España tuviera que ser rescatada, estos fueron descartados por el presidente del Gobierno de España, José Luis Rodríguez Zapatero, como "totalmente insanos e intolerables". No obstante, poco tiempo después del anuncio de la creación por la UE de un nuevo "fondo de emergencia" para los países de la eurozona en mayo de 2010 (FEEF), España tuvo que anunciar un conjunto de medidas de austeridad diseñadas para reducir significativamente el déficit presupuestario del país, enviando una señal a los mercados financieros sobre la conveniencia y seguridad de invertir en el país. El Gobierno de España había confiado hasta el momento en evitar este tipo de recortes profundos, pero la debilidad del crecimiento económico interno sumado a la presión internacional forzaron al Gobierno a expandir las medidas de recorte que ya había comenzado a implantar en enero de 2011. Siendo la cuarta economía de la eurozona, la situación de España era de particular interés y preocupación para los observadores internacionales, lo que provocó que se viera sometida a presiones de Estados Unidos, el FMI, otros países europeos así como la Comisión Europea para que implantara medidas de reducción del déficit más agresivas.
España logró reducir su déficit desde el 11.2% del PIB en 2009 hasta el 9.2% en 2010, pero en 2011 estuvo muy lejos del 6% pactado con la UE por el gobierno de Rodríguez Zapatero pues la desviación final fue de casi 3 puntos (el 8.5% inicial fue aumentado al 8.9% al descubrirse los "déficits ocultos" de la Comunidad de Madrid y de la Comunidad Valenciana).
Con el objeto de aumentar la confianza en los mercados financieros, el Gobierno de Rodríguez Zapatero con el apoyo del principal partido de la oposición, el Partido Popular liderado por Mariano Rajoy, logró sacar adelante la modificación la Constitución española en septiembre de 2011 estableciendo la obligación de tener un presupuesto equilibrado tanto a nivel nacional como autonómico en 2020. La modificación establece que la deuda pública no puede ser superior al 60% del PIB, aunque se podrían establecer excepciones en caso de catástrofe natural, recesión económica u otras emergencias. Bajo presión de la UE, el nuevo gobierno conservador español, liderado por Mariano Rajoy, espera reducir el déficit hasta el 5,3% en 2012 y al 3% en 2013, aunque luego logró que el objetivo del 3% se pospusiera hasta 2014.[cita requerida]

#### El proceso que conduce al rescate bancario en España
El 9 de mayo de 2012 el gobierno del Partido Popular presidido por Mariano Rajoy nacionaliza el Banco Financiero y de Ahorros, matriz de Bankia, por lo que se hace con el control de la entidad.
El 19 de mayo Mariano Rajoy niega en Chicago (a donde acaba de llegar para participar en la cumbre de la OTAN) que la banca española necesite un rescate y rechaza la propuesta del nuevo presidente francés François Hollande de que España recurra a los fondos europeos (FEEF o MEDE) para sanear sus bancos. "No creo que el señor Hollande haya dicho eso porque, lógicamente, el señor Hollande no sabe cómo están los bancos españoles", declaró Rajoy.
El 25 de mayo el Consejo de Administración de Bankia decide pedir una inyección de 19.000 millones de euros de dinero público para el grupo Banco Financiero y de Ahorros, matriz de Bankia (de los que 12.000 serán para esa entidad), una cifra que desborda todas las previsiones y que la convierte en el mayor rescate financiero de la historia de España y uno de los mayores de Europa (y lo que sumará a los 4.465 millones ya concedidos, lo que arroja un total de 23,465 millones de fondos públicos).
El 28 de mayo, las acciones de Bankia pierden un 13,4%, situándose en 1,36 euros (habiendo perdido ya un 64% de su valor respecto al de salida en julio de 2010), el IBEX 35 cae un 2,17 % (situándose en el nivel que tenía en mayo de 2003), arrastrado por las pérdidas de los bancos (el Banco Popular perdió un 7,5%, el Banco de Sabadell y el Caixabank más del 5%, y el Banco Santander y el BBVA, más del 3%), y la prima de riesgo se dispara hasta alcanzar su máximo histórico desde la entrada en el euro, los 511 puntos básicos (por encima del nivel de los 500 puntos en que Grecia tuvo que ser rescatada por la Unión Europea y muy cerca de los 517 en que fue rescatado Portugal, o los 544 en que fue rescatada Irlanda).
A mediodía Rajoy en una rueda de prensa vuelve a afirmar que "no va a haber ningún rescate de la banca española", aunque reconoce implícitamente que España por sí misma no va a poder sanear su banca y apunta la solución (una vez el BCE se había negado a volver a inyectar liquidez a los bancos como en febrero y a comprar masivamente deuda pública española, única forma en que se hubiera podido recurrir directamente a los mercados): que el dinero fuera directamente a los bancos, sin pasar por los estados. "Mucha gente, yo también, apoya que se cambien las normas del fondo de rescate para que pueda inyectar dinero directamente a los bancos", afirmó. A última hora de la tarde el BFA, matriz de Bankia, anuncia unas pérdidas de 3.318 millones de euros, las mayores de la historia española, solo por detrás de los 3.510 millones declarados por Banesto tras su intervención en 1993.
El 1 de junio Rodrigo Rato critica la gestión del gobierno de la crisis de Bankia, que se suma a la realizada el día anterior por el presidente del Banco Central Europeo, Mario Draghi, quien aseguró que el Gobierno español había optado "por la peor manera posible de hacer las cosas". Por su parte, el ministro de Hacienda Cristóbal Montoro afirmó: "Hemos vivido situaciones más difíciles, y salimos. No estamos solos, tenemos detrás a Europa". "España es un país grande, internacionalizado, con alta renta per cápita. El problema es la deuda externa, pero los tenedores son los máximos interesados en que a España le salga bien, porque quieren cobrar su deuda íntegra", añadió a continuación.
Tras la "semana negra" que vivió la economía española entre el 28 de mayo y 1 de junio, el presidente Rajoy declaraba en unas jornadas del Círculo de Economía celebradas el 2 de junio en Sitges: «No estamos al borde de ningún precipicio».
El 7 de junio, el subgobernador del Banco de España anunció que las entidades financieras nacionalizadas CatalunyaCaixa y Novagalicia Banco necesitarán 9.000 millones adicionales de ayuda pública, que se sumarán a los 5.500 millones de euros ya inyectados por el Estado (2.465 millones en Novagalicia Banco, donde el Estado tiene el 93% de las acciones; 2.968 millones en CatalunyaCaixa donde el Estado también posee el control total). Ese mismo día se conoce que el FMI estima que las necesidades globales de capital para la banca española estarán alrededor de los 40.000 millones de euros y que la agencia de calificación crediticia Fitch Ratings ha decidido rebajar en tres escalones el rating de España, desde 'A' a 'BBB' con perspectiva negativa.
El 4 de junio la Comisión Europea, a través de su vicepresidente y responsable de Asuntos Económicos, Olli Rehn, en la línea de lo expresado por Rajoy una semana antes, propuso modificar las normas actuales para que el fondo de rescate europeo se use para recapitalizar la banca, sin pasar por los Estados, que es la solución demandada por el gobierno español para superar la crisis del sistema financiero español (empezando por los 19.000 millones que necesita Bankia), sin recurrir al mercado o a la emisión de deuda, lo que probablemente dispararía la prima de riesgo española, haciendo casi inevitable el "rescate" europeo y la intervención de sus finanzas. Tras el anuncio del Comisario Rehn la prima de riesgo cayó hasta los 520 puntos básicos (al final de la semana ya estaba por debajo de los 500: el viernes cerró en 488,7 puntos básicos) y el Ibex 35 subió casi un 3% situándose en los 6.237 puntos (al cierre del viernes alcanzaba los 6.552 puntos, en la mayor subida semanal en lo que iba de año, un 8,03%). El ministro de economía francés, Pierre Moscovici, que se encontraba en Bruselas, fue el primero en apoyar la propuesta, pero un portavoz del gobierno alemán se mostró contrario a modificar la regulación actual del fondo de rescate europeo ("los rescates han de hacerse a través de los Gobiernos para asegurar que los préstamos estén condicionados a ciertas políticas").
El 6 de junio de 2012, se hizo pública la información de que un paquete de rescate para España de entre 40.000 y 100.000 millones de euros estaba siendo considerado, y que podría ser utilizado en caso de ser solicitado por el gobierno español.

#### El rescate
El 9 de junio el ministro de Economía Luis de Guindos anuncia que España ha solicitado y obtenido de la Unión Europea un rescate de hasta 100.000 millones de euros que el Estado utilizará para sanear el sistema financiero español a través del FROB. A pesar de que el último garante del dinero concedido a España es el Estado y no los bancos (porque la normativa de los fondos europeos de rescate no se ha cambiado, como se apresuró a recordar el ministro de Hacienda alemán, Wolfgang Schäuble: "España garantizará el préstamo y tendrá que devolverlo"), el ministro Guindos se negó a llamarlo rescate. "Es un préstamo en condiciones muy favorables, mejores que las del mercado", afirmó.
En el mismo sentido se expresó el presidente del gobierno Mariano Rajoy en su comparecencia del mediodía del día siguiente, 10 de junio, y volvió a evitar el término rescate (aunque era ya el término utilizado por toda la prensa internacional: bailout, rescue sauvetage, salvataggio) y utilizó el término "línea de crédito", además de considerarlo un éxito de su política ("hemos evitado el rescate de España", llegó a decir).
El importe exacto del rescate dependerá de las auditorías a la banca española, un ejercicio de análisis que concluirá a mediados o a finales de junio de 2012. El préstamo se realizará en favor del Gobierno español, pero destinado exclusivamente al apoyo de bancos problemáticos. Según algunos medios al ser la economía española más grande que la de los otros países que ya han recibido paquetes de rescate, España dispuso de un importante poder de negociación a la hora de cerrar los términos del rescate. Sin embargo, según otros medios las condiciones del rescate le fueron impuestas al gobierno de Rajoy, pues éste hubiera preferido que la inyección de capital fuera directamente a los bancos, sin contabilizarse como deuda, o que el BCE hubiera proporcionado liquidez a la banca y hubiera comprado deuda española masivamente para bajar la prima de riesgo, pero ninguna de las dos propuestas fue aceptada por la UE.
Al circunscribirse el rescate al sistema financiero no se incluyen medidas concretas de austeridad de las cuentas públicas como en el caso de los anteriores rescates aplicados en Irlanda, Portugal y Grecia. Sin embargo, en el texto difundido por el Eurogrupo, después de afirmar que se tomarán medidas de control del sistema financiero español que será inspecccionado por las autoridades europeas y por el BCE, se hacía referencia a las reformas o recortes para reducir el déficit público que debía seguir haciendo el gobierno español, ya que "el progreso en estas áreas será estrecha y regularmente revisado en paralelo con a la asistencia financiera". El comisario europeo Olli Rehn también se refirió a que España debe "aplicar la condicionalidad normal en el marco de la gobernanza económica reforzada de Europa". Todo ello parecía indicar que la vigilancia del cumplimiento del déficit por España (el 5,3% del PIB en 2012 para alcanzar el 3% en 2014) por parte de la Comisión Europea y del BCE, en el marco del Plan de Estabilidad, se iba a intensificar. Al parecer los intereses que habrá de pagar España por el rescate serán del 3%, muy por debajo del 6,3% de los bonos a diez años, y el plazo de amortización rondará los 10 años, aunque no se sabe si el dinero saldrá del FEEF, el llamado fondo de rescate temporal creado en mayo de 2010 y en vigor hasta mediados de 2013, o del MEDE, cuya entrada en vigor está prevista para el 1 de julio, cuando sea ratificado por los Estados miembros. Los bancos recibirán el dinero a través del FROB bien en forma de inyecciones directas de capital (como Bankia, que ha pedido 19.000 millones, que se convertirán en acciones) o de "bonos contingentes convertibles", los llamados cocos, que son préstamos a un 10% de interés que se pueden convertir en capital.
El tono triunfalista de Rajoy que utilizó durante su comparecencia del 10 de junio y el rechazo a utilizar el término rescate (habló de "línea de crédito"), fue muy criticado por la oposición que le recordó que el rescate anunciado era la constatación del fracaso de su política, iniciada con la deficiente gestión de la crisis de Bankia, y en absoluto un éxito como intentaba venderlo Rajoy. Alfredo Pérez Rubalcaba, líder del PSOE, afirmó que era "el momento más grave para España desde que comenzó la crisis económica" y en cambio el gobierno "nos quiere hacer creer que nos ha tocado la lotería". Además la oposición le recordó que el rescate supondrá un mayor control de las política económica por parte de la Unión Europea y del BCE, e incluso del FMI, (los "hombres de negro" como los había llamado el ministro de Hacienda Cristóbal Montoro) como se desprendía de la "letra pequeña" del acuerdo. En la misma línea se expresó Rosa Díez de UPyD que se refirió a la "mentira" del presidente al afirmar que el préstamo sólo atañe a los bancos. "El préstamo no es a los bancos, sino al FROB, que tiene la garantía del Estado, que es quien responde... y [por otro lado] si se utiliza todo lo que están dispuestos a darnos [100.000 millones de euros] la deuda acabará este año siendo el 90% del PIB [diez puntos porcentuales más que antes del rescate]", afirmó. Toda la oposición, excepto CiU, estuvo de acuerdo en exigir que Rajoy comparezca ante el Congreso de los Diputados y que se forme en el Congreso una Comisión de investigación que supervise todo el proceso de rescate a los bancos desde el FROB.
A lo largo de la semana siguiente se volvió a vivir una "nueva semana negra" para la deuda, sobre todo tras el anuncio hecho el 13 de junio por la agencia Moody's de que rebajaba en tres grados la calificación de la deuda soberana española y la ponía al borde del bono basura (desde A3 a Baa3), argumentando que el rescate concedido a España elevará su nivel de endeudamiento (con lo que se unía a las bajadas acordadas en los días anteriores por las otras dos agencias de calificación, Fitch y Standard & Poor's). Así el 14 de junio la prima de riesgo alcanzó un nuevo máximo histórico al llegar a los 552 puntos básicos y los intereses pagados en los mercados secundarios de deuda fueron del 7%, lo que, como indicó el ministro de economía Luis de Guindos, era un nivel que "no es sostenible en el tiempo" (el presidente del gobierno Mariano Rajoy eludió hacer declaraciones). La "número dos" del PSOE, Elena Valenciano declara que España está "en su momento más difícil desde la Transición" y ofrece al gobierno y al resto de los partidos un pacto de "unidad nacional" ante la Unión Europea y el ataque de los mercados.
En la cumbre del G-20 celebrada en Los Cabos (México) entre el 18 y 19 de junio, a la que asistió el presidente Rajoy, uno de los grandes protagonistas fue España debido a los problemas de solvencia de su sistema bancario, y de cuya solución depende en gran medida que se supere la crisis del euro (una vez que las elecciones griegas del 17 de junio han dado la mayoría a los partidos que aceptan los duros recortes que lleva consigo el segundo rescate a Grecia), por lo que se le pidió a España "claridad y rapidez" en la petición del rescate para recapitalizar la banca. En su respuesta Rajoy reconoció por primera vez que no era una "línea de crédito" lo que había obtenido de Europa, sino un rescate del que respondía el gobierno y computaba como deuda del Estado. Por eso pidió en el plenario del G-20 "romper el vínculo entre riesgo bancario y riesgo soberano, que ha resultado dañino" (unas horas antes la prima de riesgo se había disparado hasta los 589 puntos básicos). El presidente de la Comisión Europea Durao Barroso apoyó ese punto de vista de que había que romper el vínculo entre la deuda pública y la deuda bancaria.
El 21 de junio de 2012 se hacen públicos los informes sobre la banca española elaborados por las consultoras Oliver Wyman y Roland Berger por encargo del Ministerio de Economía y del Banco de España, que cifran las necesidades de recapitalización para hacer frente con solvencia a un agravamiento de la crisis no previsto entre los 51.000 y los 62.000 millones de euros (una horquilla muy cercana a las previsiones del FMI y muy por debajo de los 100.000 millones de euros del tope máximo del rescate europeo). En el informe se dice que los tres grandes bancos Banco Santander, BBVA y Caixabank no necesitan más capital y que las necesidades de recapitalización (en torno a dos tercios de la cantidad estimada, entre los 34.000 y los 41.000 millones) corresponden a las entidades nacionalizadas o en vías de estarlo (Bankia, CatalunyaCaixa, Novacaixagalicia y Banco de Valencia). El resto hasta los 51.000-62.000 millones se destinarían a entidades medianas como Banco Sabadell, Banco Popular, Unicaja (que incluye Caja Duero), Kutxa Bank, Banco Mare Nostrum (BMN), Ibercaja-Caja3-Liberbank y Bankinter. Al día siguiente la prima de riesgo registra su mayor bajada semanal y se sitúa en los 477 puntos básicos.
En la reunión del Consejo Europeo del 28-29 de junio Mariano Rajoy consigue, con el apoyo de Italia y de Francia, que Alemania ceda y acepte que el rescate a la banca vaya directamente a las entidades con problemas sin pasar por el Estado, por lo que no computará como deuda, desligándose así la deuda bancaria de la deuda soberana, aunque la supervisión del proceso pasará al Banco Central Europeo, lo que supone dar un importante paso hacia la unión bancaria, que era lo que demandaba Alemania. La respuesta de los mercados ha sido muy favorable. El IBEX 35 ha experimentado la mayor subida diaria de los últimos dos años, superando los 7.000 puntos, y la prima de riesgo ha caído más de 70 puntos, situándose en los 474 puntos después de haber estado toda la semana alrededor de los 550 puntos básicos.
Entre el 9 y el 10 de julio el Eurogrupo acuerda las condiciones para el rescate del sistema bancario español, que a partir de la concesión de los primeros 30.000 millones de euros del FEEF (hasta un máximo de 100.000 millones) canalizados a través del FROB, con un plazo medio de amortización de 12,5 años, quedará bajo la supervisión directa de la "troika" formada por la Comisión Europea, el Banco Central Europeo, que pondrá bajo su tutela al Banco de España, y por el FMI, por lo que el control del sistema financiero español dejará de estar en manos del gobierno. Las condiciones quedaron establecidas en un denominado "memorándum de entendimiento" con 32 medidas a desarrollar en un plazo de un año. Paralelamente el Ecofin aprobó flexibilizar los objetivos de déficit para 2012, al pasar del 5,3% al 6,3%, aunque a cambio exigió al gobierno español que realice de forma inmediata más ajustes para alcanzar ese objetivo. Al día siguiente el presidente Mariano Rajoy anunciaba el mayor ajuste de la historia de la democracia: 65.000 millones de euros.

### Incertidumbre sobre un posible contagio a otros países

Superávit o déficit fiscal de Bélgica, Grecia, Francia, Hungría, Islandia, Portugal, España y Reino Unido contra la media de la eurozona y de Estados Unidos (2001-2011).

Una de las principales preocupaciones al tiempo de llevarse a cabo los diferentes rescates era la posibilidad de que la crisis pudiera contagiarse a más países de la eurozona, dado que la crisis había reducido la confianza en otras economías europeas. Aparte de Irlanda, con un déficit público en 2010 del 32.4 % del PIB, y de Portugal en el 9.1 %, otros países como España con un 9.2 % en 2010 se podían encontrar en riesgo.
En 2010 la deuda pública de Italia se había incrementado hasta situarse en el 120 % de su PIB y su crecimiento económico llevaba siendo menor que el de la media de la UE desde hacía una década. Este comportamiento económico llevó a los inversores a ver los bonos italianos como un activo cada vez más arriesgado. Por otra parte, la deuda pública italiana tenía un vencimiento más largo del habitual, estando la mayor parte de la misma en manos de inversores domésticos. En este contexto, el 15 de julio y el 14 de septiembre de 2011, el Gobierno de Italia aprobó medidas de austeridad destinadas a ahorrar hasta 124.000 millones de euros. No obstante, el 8 de noviembre de 2011 el rendimiento del bono italiano había llegado al 6.74 % para los títulos a 10 años, escalando por encima del 7 %, nivel a partir del cual se considera que un país pierde el acceso a los mercados financieros. El 11 de noviembre siguiente, los costes de endeudamiento del Gobierno de Italia a través de los bonos a 10 años cayeron con fuerza desde el 7.5 % hasta el 6.7 % una vez que el Congreso italiano aprobó nuevas medidas de austeridad y se formó un gobierno de emergencia encargado de reemplazar a Silvio Berlusconi presidente del gobierno.
Entre tanto, el Gobierno de Eslovenia ayudó a su sector bancario a liberarse de los préstamos malos garantizando un importe de hasta 4.000 millones de euros, más del 11 % del PIB. Esto a su vez llevó a un aumento de los costes de financiación del propio Gobierno, con rendimientos sobre sus bonos a 10 años que pasaron a superar el 6 %. En 2012, el Gobierno propuso un presupuesto austero y planes para adoptar reformas en el mercado laboral con el objetivo de cubrir los costes de la crisis.
En 2010, la deuda pública de Bélgica representaba el 100 % de su PIB, el tercer mayor valor relativo de la eurozona por detrás de Grecia e Italia. En esta fecha existían, adicionalmente, dudas acerca de la estabilidad financiera de sus bancos. En junio de 2010 se produjeron elecciones generales, si bien ningún partido logró formar gobierno hasta noviembre de 2011 como consecuencia de las diferencias entre los dos partidos nacionalistas principales. Esto incrementó las dudas sobre la estabilidad del país. No obstante, el déficit público era del 5 %, una cifra relativamente modesta, situándose la rentabilidad de los bonos del Gobierno belga a 10 años en noviembre de 2010 en el 3.7 %. Ya en 2011, los partidos lograron formar gobierno con un acuerdo que incluía un aumento de los impuestos (importe de 11.000 millones de euros) que debería permitir rebajar el déficit presupuestario y alcanzar el equilibrio presupuestario en 2015.
Por su parte, la deuda pública de Francia en 2010 era de aproximadamente un 83 % de su PIB, manteniendo un déficit fiscal en 2010 del 7 % de su PIB. El 16 de noviembre de 2011, el diferencial del rendimiento del bono de Francia frente al de Alemania había aumentado en un 450% si se comparaba con su mismo valor en julio de 2011. El valor de un CDS para Francia aumentó en un 300% en el mismo período. El 1 de diciembre de 2011, el rendimiento del bono francés se recuperó, logrando el Tesoro francés subastar con éxito bonos a 10 años por valor de 4.300 millones de euros a un tipo medio del 3.18 %, muy por debajo del nivel crítico del 7 %.
También Suiza recibió el impacto de la crisis de la eurozona a medida que comenzó a salir dinero del país, escapando de los activos suizos en busca de mayor seguridad lejos de la zona de crisis, así como consecuencia del miedo a un empeoramiento de la crisis. Esto tuvo como resultado la apreciación del Franco Suizo en relación con el euro y a otras divisas, lo que llevó los precios nacionales a caer y aumentó el precio de sus exportaciones. El Banco Nacional de Suiza requirió a Credit Suisse un aumento de su capitalización. El Banco Nacional suizo afirmó que el Franco Suizo estaba masivamente apreciado, y que existía riesgo de deflación en Suiza. Además, el banco central de la República Helvética afirmó que compraría divisas extranjeras en cantidades ilimitadas si el tipo de cambio del euro contra el Franco Suizo caía por debajo de 1.20 CHF.

## Respuesta

### Medidas de ajuste nacionales
A partir del mes de mayo de 2010, los principales países europeos presentaron medidas de ajuste económico. En particular, los llamados PIGS (Portugal, Italia, Grecia y España) anunciaron severos recortes en el gasto público y aumentos de impuestos. Pero países con menos problemas de déficit fiscal y deuda pública, como Francia y Alemania, llevaron a cabo también sus propios ajustes.
- Portugal: el parlamento portugués votó un plan de ajuste a finales de marzo. Este plan contemplaba la reducción del presupuesto militar, la congelación de los salarios de los funcionarios y el recorte en las medidas sociales.[149]
- Grecia: el 6 de mayo, el parlamento griego aprobó el plan de austeridad previamente propuesto por el gobierno. Las medidas incluían recortes del gasto público - congelamiento de los salarios y recortes en las pensiones - y un incremento de los impuestos. El objetivo era lograr recortes presupuestarios de 30.000 millones de euros en tres años, con la meta de reducir el déficit público bajo 3% en 2014.[150]
- Italia: el 25 de mayo, el gobierno de Silvio Berlusconi presentó un plan de austeridad para ahorrar 24.000 millones de euros entre 2011 y 2013. Las principales medidas son la disminución de los sueldos y del empleo en el sector público, recortes en el gasto, el aumento de la edad de jubilación de algunos trabajadores estatales, y la reducción de los fondos para los gobiernos locales.[151]
- España: ante la situación de déficit, el gobierno español empezó a tomar medidas de recorte en el gasto público. El 27 de mayo el gobierno de José Luis Rodríguez Zapatero consiguió aprobar los recortes, que llevarían a una disminución del salario de los funcionarios en 5% de media, y una reducción de algunas medidas sociales, como la congelación de las pensiones.[152] A principios de junio se reunieron sindicatos y patronal para cerrar la reforma laboral.[153]
- Alemania: el 7 de junio, Angela Merkel, anunció un plan de austeridad para un periodo de cuatro años a fin de reducir el déficit alrededor del 3% en 2013. Las medidas incluyen un recorte de 80.000 millones de euros, la reducción de 10.000 puestos de trabajo, la supresión de un subsidio a la maternidad y el aumento de los impuestos a los operadores de plantas de energía nuclear.[154]
- Francia: el 12 de junio, el primer ministro francés François Fillon, anunció un recorte en el gasto público y la extensión de la edad de jubilación más allá de los 60 años, para reducir el déficit público.[155]
- Reino Unido: desde el principio de su mandato, el gobierno británico de David Cameron anunció que los recortes serían un prioridad para 2010.[156] El 22 de junio, el ministro de finanzas George Osborne presentó ante el Parlamento un presupuesto que incluye fuertes recortes del gasto público. Entre las medidas figura el congelamiento de salarios públicos, la reducción del 25 % en el gasto de la mayoría de los ministerios y un incremento del impuesto al consumo del 17,5% al 20%.[157]
- Hungría: el 4 de junio el portavoz del Gobierno húngaro declaró que la situación del país era «muy grave» y que tenían que evitar el camino de Grecia. Acusó al gobierno anterior de manipular datos. A pesar de todo Hungría no forma parte de la eurozona, pero los países europeos tienen inversiones en este país, por lo que podría necesitar algún tipo de ayuda.[158]

### Medidas de emergencia de la UE

#### Fondo Europeo de Estabilidad Financiera (FEEF)
El 9 de mayo de 2010, los 27 Estados miembros de la UE acordaron crear el Fondo Europeo de Estabilidad Financiera, un instrumento lega destinado a mantener la estabilidad financiera en Europa a través de la provisión de asistencia financiera para los estados europeos en dificultades. El FEEF puede emitir bonos u otros instrumentos de deuda en el mercado con el apoyo de la Oficina de Gestión de la Deuda de Alemania para levantar los fondos que sean necesarios para proveer de préstamos a países europeos en problemas, recapitalizar bancos o comprar deuda soberana. Las emisiones de bonos están respaldadas por garantías facilitadas por Estados miembros de la zona euro en proporción a su participación en el capital del Banco Central Europeo. La capacidad conjunta de préstamo de 440.000 millones del Fondo está garantizada en común por diferentes gobiernos de países de la eurozona, y puede combinarse con préstamos de hasta 60.000 millones de euros del Mecanismo Europeo de Estabilidad Financiera (dependiente de fondos levantados por la Comisión Europea a partir del presupuesto de la UE como colateral) y hasta 250.000 millones del Fondo Monetario Internacional (FMI) logrando una red de seguridad de hasta 750.000 millones de euros.
El 29 de noviembre de 2011, los ministros de finanzas de los Estados miembros acordaron expandir el FEEF creando certificados que pueden garantizar hasta el 30% de las nuevas emisiones de gobiernos del área del Euro en problemas para crear vehículos de inversión que podrían aumentar la capacidad del FEEF para intervenir en los mercados primarios y secundarios de bonos.
El FEEF ha sido diseñado de tal forma que expire en 2013, funcionando un año en paralelo con el programa de financiación de rescate permanente de 500.000 millones de euros denominado Mecanismo Europeo de Estabilidad (MEE), que comenzará a operar tan pronto como Estados miembros que representen el 90% de los compromisos de capital lo ratifiquen. Se espera que esto tenga lugar en julio de 2012.
Acogida por los mercados financieros
Las bolsas se dispararon mundialmente tras el anuncio de la creación del FEEF por la UE. El fondo calmó los miedos de que la crisis de deuda griega podría contagiarse a otros países, y esto llevó a que algunas bolsas de valores alcanzaran su mayor nivel en un año o más. El Euro logró su mayor ganancia en 18 meses, antes de caer hasta un nuevo mínimo en cuatro años una semana después. Poco tiempo después de que el Euro volviera a aumentar como consecuencia de la relajación de las posiciones cortas y carry trades de diferentes headge funds y especuladores sobre la moneda. El precio de las materias primas también aumentó tras el anuncio. El índice Libor logró un máximo a nueve meses. Los CDS también cayeron. Se interpretó que el acuerdo permitía al BCE comenzar a comprar deuda pública en el mercado secundario, lo que se esperaba que redujera los rendimientos de los bonos. Como consecuencia de lo anterior, la prima del bono griego cayó rápidamente desde más del 10% hasta aproximadamente el 5%. Asian bonds yields also fell with the EU bailout.)

#### Mecanismo Europeo de Estabilidad Financiera (MEEF)
El 5 de enero de 2011, la Unión Europea creó el Mecanismo Europeo de Estabilidad Financiera (MEEF), un programa de financiación de emergencia basado en fondos levantados en los mercados financieros y garantizados por la Comisión Europea utilizando el Presupuesto de la Unión Europea como colateral. Funciona bajo la supervisión de la Comisión, y persigue preservar la estabilidad financiera en Europa a través de la provisión de asistencia financiera a los miembros de la UE en dificultades económicas. La fondo de la Comisión, respaldada por todos los otros 27 miembros de la Unión Europea, tiene la autoridad de levantar hasta 60.000 millones de euros, y tiene una calificación crediticia AAA otorgada por Fitch, Moody's y Standard & Poor's.
Bajo el MEEF, la UE colocó en los mercados de capitales con éxito una emisión de 5.000 millones de euros, como parte del programa de apoyo presupuestario acordado para Irlanda, a un coste de financiación para el MEEF de 2.59%.
Como el FEEF, también el MEEF será reemplazado por un programa de financiación de rescate permanente, que será lanzado en julio de 2012.

#### Acuerdo de Bruselas
El 26 de octubre de 2011, los líderes de países de la eurozona se reunieron en Bruselas y acordaron una quita del 50% de la deuda soberana de Grecia de los bancos, un incremento de cuatro veces (hasta cerca de 1 billón de euros) en fondos de rescate bajo el Fondo Europeo de Estabilidad Financiera, un incremento obligatorio del nivel de capitalización de los bancos hasta el 9% en el área de la UE y una serie de compromisos de Italia para tomar medidas para reducir su deuda nacional. También se alcanzó un acuerdo por importe de 35.000 millones de euros en "potenciación del crédito" destinado a mitigar las posibles pérdidas que podrían sufrir los bancos europeos. José Manuel Barroso calificó el paquete como un conjunto de "medidas excepcionales para tiempos excepcionales".
La aceptación del paquete fue puesta en duda el 31 de octubre cuando el presidente de Gobierno griego, George Papandreou, anunció un referéndum para que el pueblo griego pudiera tener la última palabra sobre el rescate, lo que enfadó a los mercados financieros. El 3 de noviembre de 2011 el prometido referéndum griego sobre el paquete de rescate fue retirado por el presidente Papandreou.

### Intervenciones del BCE
El Banco Central Europeo (BCE) ha tomado una serie de medidas dirigidas a reducir la volatilidad en los mercados financieros y a mejorar la liquidez:
- Primero, comenzó a realizar Operaciones de Mercado Abierto comprando títulos de deuda pública y privada, alcanzando la cifra de 200.000 millones de euros hacia el final de noviembre de 2011,[187] si bien simultáneamente absorbió la misma cantidad de liquidez para evitar un aumento en la inflación.[188]
- Segundo, anunció dos subastas de 3 meses y una de 6 meses con adjudicación completa a través de sus Operaciones de Refinanciación de Largo Plazo (ORLP).
- Tercero, reactivó sus líneas de swap en dólares[189] con el apoyo de la Reserva Federal.[190]

Posteriormente, los bancos miembros del Sistema Europeo de Bancos Centrales comenzaron a comprar deuda pública.
El BCE también ha cambiado su política en materia de la necesidad de calificación crediticia para depósitos en sus cuentas. El 3 de mayo de 2010, el BCE anunció que aceptaría como colateral toda la deuda viva así como nuevos instrumentos de deuda emitidos o garantizados por el Gobierno de Grecia, independientemente del rating crediticio del país del que se tratara. El movimiento alivió cierta presión de los bonos griegos, que acababan de ser rebajados en su calificación hasta el estatus de bono basura, haciendo difícil para su Gobierno conseguir dinero en los mercados de capitales.
El 21 de diciembre de 2011, el BCE comenzó la mayor infusión de crédito en el sistema bancario europeo de los 13 años de historia de la moneda única. Prestó 489.000 millones de euros a 523 bancos para un período extraordinariamente largo de tres años a un tipo de solo un 1%. De esta manera el BCE trata de asegurarse que los bancos tienen suficiente efectivo para cumplir con los 200.000 millones de euros de vencimientos que tienen en su propia deuda durante los primeros tres meses de 2012, y al mismo tiempo mantener operando y prestando a los negocios y particulares para evitar que un credit crunch estrangule el crecimiento económico. También confía en que los bancos utilicen parte de este dinero para comprar deuda pública, aliviando así la crisis de deuda.

### Acción concertada de varios bancos centrales
El 30 de noviembre de 2011, el Banco Central Europeo, la Reserva Federal de Estados Unidos, los bancos centrales de Canadá, Japón, Reino Unido y el Banco Nacional Suizo, inyectaron en los mercados financieros globales con liquidez adicional para atajar la crisis de la deuda y apoyar la economía real. Los bancos centrales acordaron reducir el coste del swap de divisas en 50 puntos básicos, lo que tuvo efecto el 5 de diciembre de 2011. También acordaron facilitarse entre ellos con abundante liquidez para asegurar que los bancos comerciales mantendrían su liquidez en otras divisas.

### Pacto Fiscal Europeo
En marzo de 2011 se inició una nueva reforma del Pacto de estabilidad y crecimiento, dirigida a reforzar sus reglas adoptando un procedimiento automático destinado a imponer sanciones en caso de incumplimiento tanto de los techos de déficit como de deuda. Hacia el final de ese año, Alemania, Francia y otros países pequeños de la UE fueron un paso más allá y apostaron por la creación de una unión fiscal en la eurozona con reglas fiscales estrictas y ejecutables así como sanciones automáticas insertadas en los tratados de la UE. El 9 de diciembre de 2011, en una reunión del Consejo Europeo, todos los 17 miembros de la eurozona y seis países que aspiran a unirse se pusieron de acuerdo en firmar un nuevo tratado intergubernamental destinado a poner límites estrictos en el gasto y endeudamiento públicos, con sanciones para aquellos países que violaran los límites. El resto de países europeos no miembros de la zona euro, aparte de Reino Unido, se mostraron preparados para sumarse a esta iniciativa, a condición de someterla al voto de sus parlamentos. Se previó que el tratado entrara en vigor el 1 de enero de 2013, si para esa fecha 12 miembros de la zona euro lo hubieran ratificado.

## Fin de la crisis
A partir de 2014 la mayoría de los países de la eurozona, registraron un crecimiento en su PIB y muchos de ellos empezaron a crear empleo. Ese año, el PIB conjunto de toda la zona, creció un 1,4%. Así mismo, la creación de empleo ha hecho que el porcentaje de paro caiga a niveles no vistos desde 2009, con un porcentaje del 9,1%, con el porcentaje más bajo para Alemania con un 3,8%.
Las causas de este crecimiento son varias: Los estímulos monetarios del Banco Central Europeo (BCE); las reformas laborales; la depreciación que tuvo el euro como consecuencia de las expectativas de futuras alzas de tipos de interés en EE. UU.; la caída de los precios del petróleo ; y el aumento de la demanda interna en las cuatro grandes economías de la zona del euro (Alemania, Francia, Italia y España).
Por otro lado, en 2017, la economía conjunta, creció a un nivel mayor que la economía de los Estados Unidos, con un porcentaje del 0,5% en el primer trimestre del año. Además, el euro se ha apreciado un 11% al alcanzar 1,19 dólares por euro.

## Impacto político
La gestión de la crisis ha llevado al final prematuro de un número de gobiernos nacionales europeos y ha tenido un impacto significativo en el resultado de numerosas elecciones:
- Irlanda (febrero de 2011). Tras el elevado déficit en el presupuesto público de 2010 y la incertidumbre que rodeó el proceso de rescate del Fondo Monetario Internacional, el Dáil Éireann (Parlamento) colapsó el año siguiente, lo que conllevó unas elecciones generales, el colapso de los partidos gobernantes previos, Fianna Fáil y el Partido Verde, la dimisióin del Taoiseach (primer ministro) Brian Cowen y el ascenso del partido parlamentario Fine Gael, que formó gobierno junto al Partido Laborista en el 31.er Dáil, que llevó al cambio de gobierno y a la designación de Enda Kenny como Taoiseach.
- Portugal (marzo de 2011). Siguiendo al fracaso del parlamento para adoptar las medidas de austeridad propuestas por el gobierno, el primer ministro José Sócrates y su gobierno dimitieron, convocando elecciones anticipadas en junio de 2011.[204][205]
- Finlandia (abril de 2011). La cuestión del rescate portugués y del FEEF dominaron el debate de las elecciones de abril de 2011 así como la formación del gobierno subsiguiente.[206][207]
- España (julio de 2011). Tras el fracaso del gobierno español para gestionar la situación económica, el presidente de Gobierno José Luis Rodríguez Zapatero convocó elecciones anticipadas en noviembre de 2011.[208] "Es conveniente tener elecciones este otoño de modo que un nuevo gobierno pueda hacerse cargo de la economía en 2012, renovado tras las elecciones", dijo.[209] Tras las elecciones, Mariano Rajoy se convirtió en el nuevo Presidente de Gobierno. Además, el país tuvo que modificar su constitución en su art. 135, para asegurar respecto a la deuda pública que "...su pago gozará de prioridad absoluta".
- Eslovenia (septiembre de 2011). Tras el fracaso del referéndum de junio sobre las medidas destinadas a combatir la crisis económica y la salida de los aliados de coalición, el Gobierno de Borut Pahor perdió una moción de censura, convocándose elecciones anticipadas en diciembre de 2011, convirtiéndose tras ellas Janez Janša en Presidente de Gobierno.[210]
- Eslovaquia (octubre de 2011). A cambio de la aprobación del FEEF por la oposición (después de la negativa de hacerlo de uno de sus socios de coalición), la primera ministra Iveta Radičová concedió en la convocatoria de elecciones anticipadas en marzo de 2012, tras las cuales el líder de la oposición Robert Fico fue elegido primer ministro.
- Italia (noviembre de 2011). Como consecuencia de la intensa presión de los mercados sobre el precio de la deuda soberana italiana a raíz de las dudas sobre los elevados niveles de deuda del país, el Gobierno de Silvio Berlusconi perdió su mayoría, dimitió y fue reemplazado por un Gobierno tecnócrata liderado por Mario Monti.[211]
- Grecia (noviembre de 2011). Después de críticas continuadas dentro de su propio partido, así como desde la oposición y otros gobiernos de la UE, como consecuencia de su propuesta de convocar un referéndum sobre las medidas de austeridad y los rescates, el presidente George Papandreou del partido PASOK anunció su dimisión en favor de un gobierno de unidad nacional entre tres partidos, de los cuales solo dos continúan en coalición.[212] Tras el voto en el Parlamento Griego de las medidas de rescate y austeridad, que ambos partidos apoyaron pero que fueron rechazadas por numerosos diputados de los dos partidos, Papandreou y Antonis Samaras expulsaron un total de 44 diputados de sus respectivos grupos parlamentarios, llevando a que el PASOK perdiera su mayoría parlamentaria.[213] Las elecciones legislativas anticipadas de 2012 supusieron el primer momento de la historia del país en que el bipartidismo (al que daban forma los partidos PASOK y Nueva Democracia), que había gobernado el país durante 40 años, colapsó en votos como castigo por su apoyo a las estrictas medidas propuesta por los prestamistas extranjeros y la Troika (formada por la Unión Europea, el FMI y el Banco Central Europeo). La popularidad del PASOK cayó del 42.5% en 2010 hasta un nivel tan bajo como el 7% en algunas encuestas en 2012.[214] La extrema derecha, la izquierda radical, así como diferentes partidos comunistas y populistas, todos los cuales se habían opuesto a las políticas de medidas estrictas de austeridad, ganaron la mayoría de los votos.
- Holanda (abril de 2012). Después de que las conversaciones entre los partidos VVD, CDA y el PVV sobre un nuevo paquete de austeridad de cerca de 14.000 millones de euros fracasaran, el gabinete del primer ministro Mark Rutte colapsó. Se convocaron elecciones anticipadas el 12 de septiembre de 2012. Para evitar el castigo de la UE (se solicitó un nuevo presupuesto el 30 de abril), cinco partidos diferentes formaron la coalición kunduz forjada en torno a un presupuesto de emergencia para 2013 aprobado en solo dos días.[215][216]
- Francia (mayo de 2012). Las elecciones presidenciales de 2012 se convirtieron en la primera ocasión desde 1981 en que un candidato en el cargo fracasó en el intento de revalidar el cargo para un segundo mandato, al perder Nicolas Sarkozy frente a François Hollande.

## Controversias

### Críticas al euro
Algunos analistas piensan que esta grave crisis es consecuencia de múltiples errores que se cometieron a la hora de crear la unión monetaria. En concreto, sostienen que no se puede crear una unión monetaria sin que antes se produzca una unión fiscal y también política. Y advierten que una unión monetaria sólo es económicamente factible en el caso de que los países miembros de la misma constituyan un área económica homogénea. Observan que se ha puesto de manifiesto la existencia de dos grupos de países claramente diferenciados, advierten de la progresiva ralentización del crecimiento económico de la eurozona y critican los letales perjuicios que está ocasionando la política monetaria expansiva impuesta, principalmente desde el año 2001, por el Banco Central Europeo (BCE).
El euro se creó antes de que se hiciera una unión fiscal y política entre los países que adoptaron la moneda única europea. Con lo cual, según los citados analistas, el euro carece de futuro por no haberse impuesto una disciplina de homogeneización fiscal entre los países miembros que hubiese permitido alcanzar la austeridad en el gasto público con presupuestos equilibrados y bajo endeudamiento soberano.
Las diferencias entre los países periféricos y el núcleo duro de la UE en vez de disminuir, aumentaron. Las divergencias económicas entre países como Grecia, Irlanda, España y Portugal y países como Alemania o Francia haría inviable el proyecto de la moneda única y la salida de ella por parte de los países periféricos. Estos economistas creen que la zona euro desde su creación no era una zona monetaria óptima, defienden que el Pacto de estabilidad y crecimiento no se aplicó con la suficiente firmeza (Alemania desde el principio incumplió los criterios para mantenerse en la zona euro). Además Grecia mintió para entrar en la eurozona con lo que en realidad no estaba preparada para su ingreso en la unión monetaria. Cuando Yorgos Papandreu ganó las elecciones desveló un déficit del 12,7 % del PIB en detrimento del 3% anunciado por el anterior gobierno; además anunció una Deuda pública del 120% del PIB. Ante la baja sostenibilidad de la deuda, Grecia podría declarar el default y abandonar el euro para así poder devaluar el dracma, ganar competitividad y reducir la deuda. Esta idea está inspirada en el Corralito que se decretó en 2001. Esto conllevaría un bloqueo de depósitos para evitar la fuga de capitales hacia otros países más seguros, la conversión de todas las cuentas bancarias a la nueva moneda, y su devaluación. La idea, según estos economistas es que se produzca un ajuste brutal, rápido, pero de este modo se evitaría entrar en una depresión económica prolongada y al igual que en Argentina volver a crecer en poco tiempo de manera muy rápida. Tras la salida de Grecia otros países periféricos se podrían ver tentados de volver a sus monedas propias, lo que generaría una Europa de dos velocidades formada por:
- El núcleo duro: Formado por Alemania, Francia y países con rasgos económicos comunes, usan el euro, política fiscal muy disciplinada y buen crecimiento económico.
- Países periféricos: Formado por países del sur de Europa, se caracterizan por tener un déficit y una deuda elevada, tienen un alto nivel de desempleo, baja competitividad ( resuelta mediante devaluaciones ), crecimiento económico débil y moneda propia cada país (francos, liras y pesetas que son devaluadas en caso de crisis).

### Críticas a las políticas de austeridad
Se han sucedido las críticas sobre las medidas de austeridad implementadas por la mayor parte de las economías europeas para combatir la crisis de deuda. Algunos argumentan que un abrupto retorno a las políticas financieras "no keynesianas" no es una solución viable y predicen que las políticas deflacionarias actualmente impuestas a países como Grecia o Italia podrían prolongar y profundizar sus recesiones. Nouriel Roubini ha afirmado que el nuevo crédito disponible para países fuertemente endeudados no es va a suponer de modo equivalente una inmediata recuperación de las fortunas económicas: "mientras el dinero está disponible ahora y sobre la mesa, todo este dinero está condicionado a que esos países realicen ajustes fiscales y reformas estructurales". Robert Skidelsky escribió que fue el exceso de préstamo de los bancos, y no el exceso de gasto público, lo que creó la crisis. El aumento de la deuda de los gobiernos europeos es una respuesta a la desaceleración económica a medida que el gasto aumentó y los ingresos fiscales cayeron, y no su causa.
También han surgido críticas en cuanto a la legitimidad democrática de las medidas de austeridad, ya que son impuestas por instituciones miembros de la troika que, en el mejor de los casos, detentan una legitimidad indirecta. Además, las recomendaciones de la troika, en particular a través de la Comisión Europea y el BCE, están muy influenciados por los gobiernos que aportan la calificación AAA al Fondo Europeo de Estabilidad Financiera, en particular Alemania. Esto aumenta la sensación de dominación norte-sur en materia económica.

### Especulación sobre la ruptura de la eurozona
Diferentes economistas, la mayoría de los cuales no eran europeos y se asocian con escuelas como la teoría monetaria moderna o el postkeinesianismo, han condenado el mismo diseño del sistema cambiario europeo desde sus inicios por haber cedido la soberanía monetaria y económica nacional sin haber creado una autoridad fiscal central. Argumentan que, enfrentada a problemas económicos, "sin una institución de ese tipo la EMU evitará la acción efectiva de los países por separado sin ofrecer nada a cambio." Algunos economistas no neokeinesianos, como Luca A. Ricci del FMI, argumentan a cambio que la eurozona no cumple los criterios necesarios para ser considerada una zona monetaria óptima, si bien se está moviendo en esa dirección.
A medida que la crisis se expandió más allá de Grecia, estos economistas siguieron defendiendo, con más fuerza, la desmembración de la eurozona. Si esto no fuera inmediatamente realizable, recomendaron que Grecia y otras naciones deudoras dejaran unilateralmente la eurozona, hicieran que su deuda entrara en default, recuperaran su soberanía fiscal y readoptaran divisas nacionales.
No obstante, los gobiernos de Alemania y Francia de entonces, dijeron públicamente que no permitirían que la eurozona se desintegrara y han vinculado la supervivencia del Euro a la de toda la Unión Europea.

### Actores que alimentaron la crisis

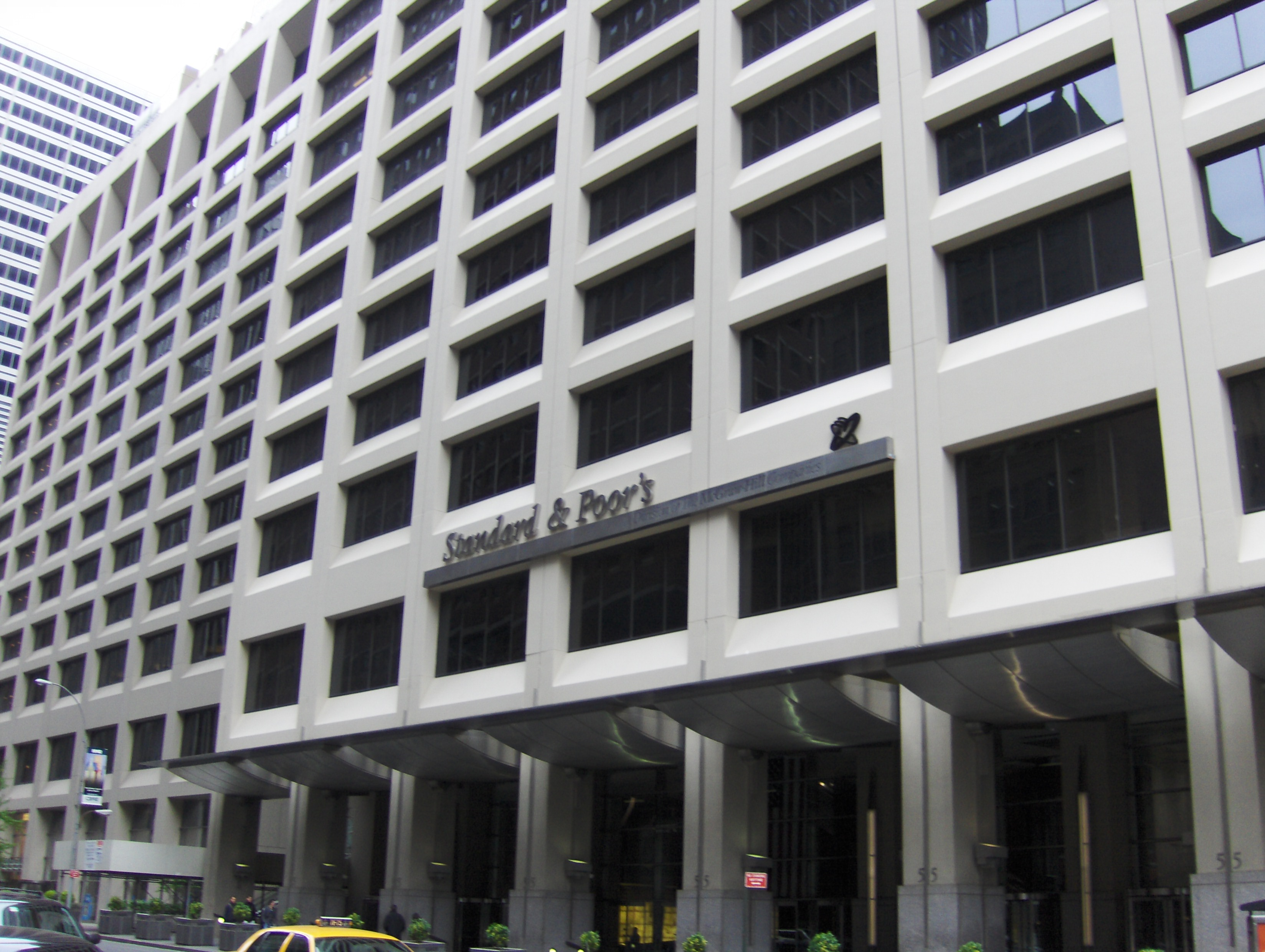
Sede de Standard & Poor en Lower Manhattan, Nueva York.

Las agencias de calificación estadounidenses Moody's, Standard & Poor's y Fitch, que ya habían sido criticadas durante la burbuja inmobiliaria, así como durante la crisis de Islandia, también fueron una parte controvertida de la crisis de deuda europea. Por otra parte, las agencias fueron acusadas de haber otorgado calificaciones en general demasiado generosamente como consecuencia de conflictos de interés.
Por su parte, los entonces presidentes de Gobierno de España y Grecia acusaron a especuladores financieros y hedge funds del empeoramiento de la crisis por llevar a cabo la venta en corto de euros. La entonces canciller alemana Angela Merkel afirmó que «las instituciones rescatadas con fondos públicos están explotando la crisis presupuestaria en Grecia y más allá».

## Soluciones a largo plazo propuestas

### Unión fiscal europea y revisión del Tratado de Lisboa
Ángel Ubide, del Instituto Peterson, ha sugerido que la estabilidad a largo plazo en la eurozona requiere de una política fiscal común antes que controles en la cartera de inversiones. A cambio por una financiación más barata de la UE, Grecia y otros países, además de haber perdido el control de su política monetaria y cambiaria desde la entrada en el Euro, perderían adicionalmente su política fiscal doméstica. Think tanks como el World Pensions Council han argumentado que una profunda revisión del Tratado de Lisboa sería inevitable si Alemania tuviera éxito imponiendo su visión económica, dado que su estricta ortodoxia en los frentes presupuestario, fiscal y regulatorio irían necesariamente más allá del Tratado en su forma actual.
En marzo de 2011 se inició una nueva reforma del Pacto de estabilidad y crecimiento dirigida a reforzar las reglas adoptando un proceso automático de imposición de sanciones en caso de incumpliemiento tanto de las reglas de déficit como de deuda. Alemania presionó a otros Estados miembros para que adoptaran una regla de oro presupuestaria para lograr un claro límite a la nueva deuda, disciplina presupuestaria estricta y un presupuesto equilibrado. La aplicación de este tipo de límites de deuda implicaría una disciplina fiscal mucho más estricta en el bloque que las reglas actualmente existentes.
Hacia finales de 2011, Alemania, Francia y otros países pequeños de la UE fueron un paso más lejos y apoyaron la creación de una unión fiscal para la eurozona con reglas fiscales estrictas y vinculantes, así como sanciones automáticas, todo ello incluido en el cuerpo de los tratados europeos. La canciller alemana Angela Merkel también insistió en la necesidad de que la Comisión Europea y la Corte Europea de Justicia debían jugar un "rol importante" en asegurar que los países cumplan con sus obligaciones.
El 9 de diciembre de 2011 en la reunión del Consejo Europeo, todos los 17 miembros de la zona euro y seis países que aspiran a unirse acordaron firmar un nuevo tratado intergubernamental que ponga estrictos límites al gasto y endeudamiento de los gobiernos, con sanciones para aquellos países que violen los límites. Todos los demás países no pertenecientes a la eurozona excepto Reino Unido también están preparados para unirse al tratado, sujeto a voto parlamentario. Originalmente, los líderes de la UE planeaban cambiar los tratados existentes de la UE pero esta opción fue bloqueada por el presidente de Gobierno de Reino Unido, David Cameron, quien pidió que la City de Londres fuera excluida de las regulaciones financieras futuras, incluida la propuesta de una tasa sobre las transacciones financieras de la UE. Hacia el final del día, 26 países habían logrado un acuerdo sobre el plan, dejando al Reino Unido como el único país que no deseaba unirse.

### Eurobonos
El 21 de noviembre de 2011, la Comisión Europea sugirió que la emisión de eurobonos conjuntamente por las 17 naciones del Euro podrían ser una vía efectiva de atajar la crisis financiera. Utilizando el término "bonos de estabilidad", José Manuel Barroso insistió en que un plan de este tipo debería venir acompañado por supervisión fiscal estricta y coordinación de la política económica como una contrapartida esencial para evitar el riesgo moral y asegurar una finanzas públicas sostenibles.

### Fondo Monetario Europeo
En octubre de 2011, el Austrian Institute of Economic Research publicó un artículo en el que proponía transformar el FEEF en un Fondo Monetario Europeo (FME), que podría proveer a los gobiernos con eurobonos a un tipo de interés fijo, a una tasa ligeramente inferior a su crecimiento económico a medio plazo (en términos nominales). Estos bonos no serían negociables en los mercados secundarios, pero podrían ser tenidos por inversores con el FME y liquidados en cualquier momento. Dado el apoyo de toda la eurozona y del BCE, "la EMU podría lograr una posición similarmente fuerte vis-a-vis los inversores financieros, tal y como hace Estados Unidos, donde la Fed apoya los bonos públicos de modo ilimitado". Para asegurar la disciplina fiscal a pesar de la inexistencia de presión de mercado, el FME operaría de acuerdo a reglas estrictas, facilitando fondos solo a los países que cumplieran con unos criterios previamente acordados en materia fiscal y macroeconómica. Los gobiernos que no pudieran probar una política financiera saneada y sensata serían obligados a apoyarse en bonos nacionales tradicionales, bajo condiciones de mercado menos favorables.
Desde el momento que los inversores financiarían a los gobiernos directamente, los bancos dejarían de poder beneficiarse de las rentas intermedias logradas al tomar dinero prestado del BCE a tipos inferiores a los que posteriormente invierten en los títulos de deuda pública. El análisis econométrico sugiere que un tipo de interés de largo plazo estable al tres por ciento para todos los países de la eurozona llevaría a un crecimiento del PIB nominal más alto, y consecuentemente a niveles más bajos de deuda pública, en 2015, comparado con el escenario base con tipos de interés de mercado.

### Atajar los desequilibrios de cuenta corriente

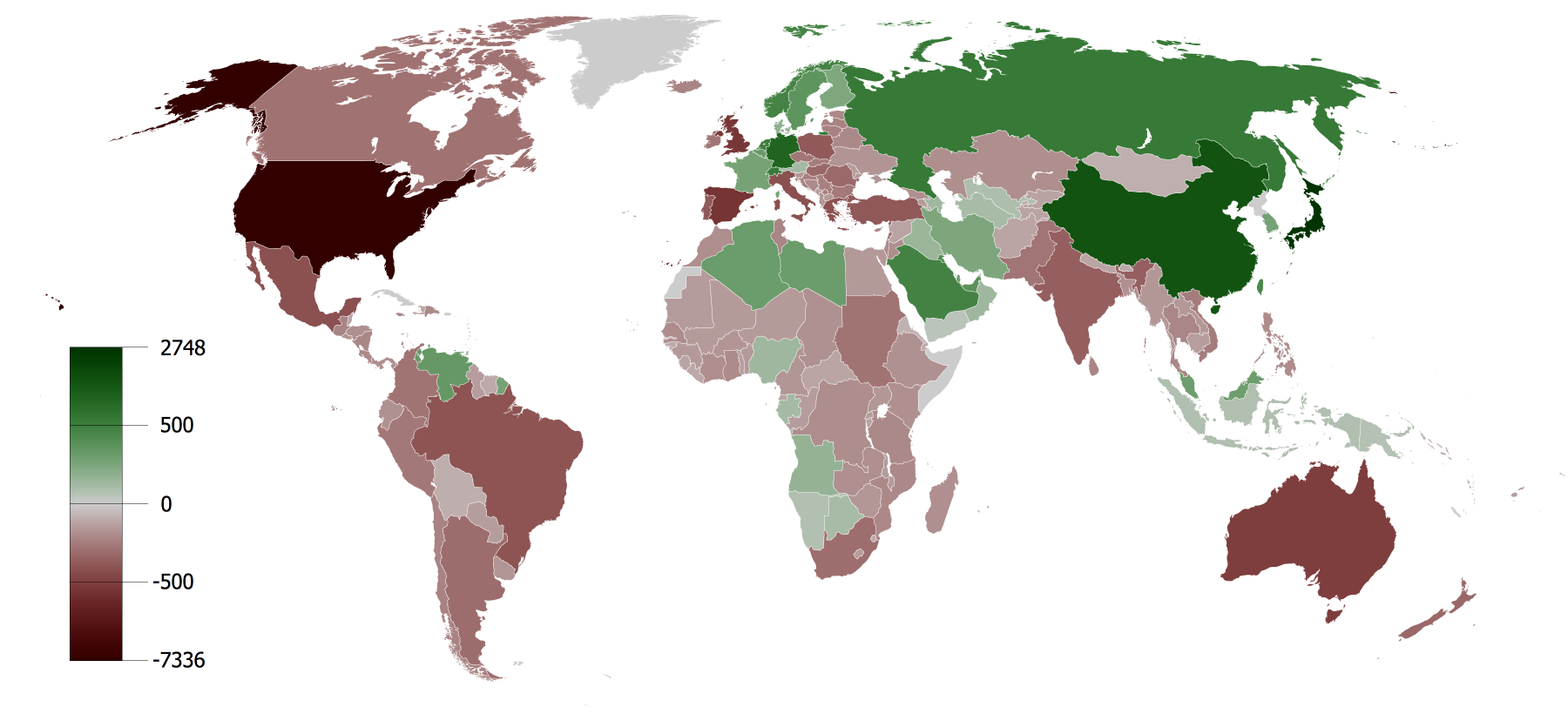
Cuenta corriente acumulada desde 1980 hasta 2008 en todo el mundo.

Independientemente de las medidas correctoras destinadas a solucionar los problemas de deuda, mientras los flujos de capital que cruzan las fronteras de la zona euro se mantengan sin regulación es probable que los desequilibrios por cuenta corriente continúen. Un país que tiene un importante déficit por cuenta corriente, suele también tenerlo comercial (el déficit comercial significa que el país importa más de lo que exporta) y debe necesariamente ser un importador neto de capital. Esta correlación es una identidad matemática denominada balanza de pagos. En otras palabras, un país que importa más de lo exporta debe o bien reducir sus reservas de ahorros o tomar prestado para pagar esas importaciones. Y al contrario, países como Alemania, con un importante superávit comercial (tiene una posición exportadora neta), puede o bien aumentar sus reservas de ahorros o ser un exportador neto de capital, prestando dinero a otros países para permitirles comprar bienes alemanes.
Los déficits comerciales que en 2009 mantenían Italia, España, Grecia y Portugal se estimaban en 42.960 millones, 75.310 millones, 35.970 millones y 25.600 millones de dólares respectivamente, mientras que el superávit comercial de Alemania era de 188.600 millones de dólares. En Estados Unidos existían desequilibrios similares, un país que mantiene un significativo déficit comercial (una posición importadora neta), haciendo de él un prestamista neto de capital del extranjero. Ben Bernanke avisió de los peligros de ese tipo de desequilibrios en 2005, argumentando que un "exceso de ahorros" en un país con un superávit comercial puede llevar el capital hacia otros países con défit comercial, reduciendo artificialmente los tipos de interés y creando, de este modo, una burbuja de activos.
Un país con un importante superávit comercial verá, normalmente, apreciarse el valor de su divisa en relación con otras divisas, lo que debería a su vez reducir su desequilibrio a medida que el precio relativo de sus exportaciones aumenta. Esta apreciación de divisa ocurre cuando el país importador vende su divisa para comprar la divisa del país exportador utilizada para la adquisición de bienes. Alternativamente, los desequilibrios por cuenta corriente pueden reducirse si un país incentiva el ahorro doméstico a través de la restricción o la penalización de los flujos de capitales a través de sus fronteras, o a través del aumento de sus tipos de interés, si bien los beneficios que esta acción pudieran tener se verían compensandos por la desaceleración de la economía y el aumento de los pagos de interés del Gobierno.
En cualquier caso, muchos de los países que sufrieron la crisis están dentro del Euro, de modo que la devaluación, el control de los tipos de interés y los controles de capital no están disponibles para ellos. La única solución disponible para elevar el nivel de ahorros de un país es reducir sus déficits presupuestarios y cambiar los hábitos de consumo y ahorro doméstico. Por ejemplo, si los ciudadanos de un país ahorraran más en vez de consumir productos importados, esto reduciría su déficit comercial. Se ha sugerido, por lo tanto, que los países que mantienen importantes déficits por cuenta corriente (como es el caso de Grecia) consuman menos y mejoren sus industrias exportadoras. Por otro lado, los países que exportan mucho y que mantienen importantes superávits comerciales, como Alemania, Austria y Holanda deberían lograr que sus economías se desplazaran hacia servicios domésticos e incrementarn sus sueldos para apoyar el aumento del consumo doméstico.